# Xenoceratops
Xenoceratops (il cui nome significa "faccia cornuta aliena" ) è un genere estinto di dinosauro ceratopside centrosaurino vissuto nel Cretaceo superiore, circa 79,5 milioni di anni fa (Campaniano centrale), in quella che oggi è l'Alberta, Canada. Il genere contiene una singola specie, ossia X. foremostensis, i cui resti sono stati rinvenuti nella Formazione Foremost.

## Descrizione

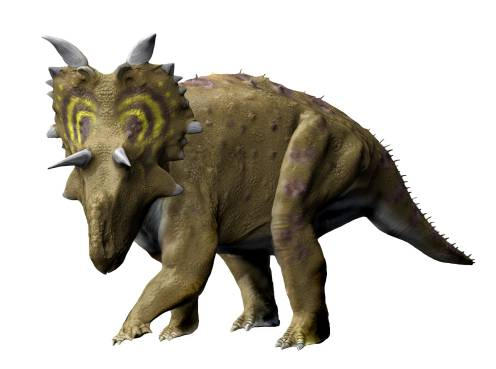
Ricostruzione di X. foremostensis

Il genere Xenoceratops si basa sull'esemplare CMN 53282, un osso parietale, che nei ceratopsidi costituisce la mediale (linea mediana) e parte dei bordi laterali del caratteristico collare del cranio. In seguito sono stati assegnati altri elementi al genere, inclusi altri parietali, ossa squamosali (ossa che compongono il resto dei bordi laterali del collare) e un osso nasale parziale. Queste ossa sembrano appartenere ad almeno tre individui adulti. Si pensa che un altro teschio frammentario nelle collezioni del Royal Tyrrell Museum of Paleontology possa appartenere a questo genere.
Xenoceratops può essere distinto dagli altri ceratopsidi per i fronzoli del collare: le due sporgenze ossee più vicine alla linea mediana del collare hanno la forma di manopole ispessite, orientate verso la linea mediana. Accanto a ciascuna manopola è presente un singolo spunzone, lungo e piatto che punta lateralmente e verso la parte posteriore. Gli angoli anteriori del parietale presentano, invece, una grande manopola triangolare. A differenza della maggior parte degli altri centrosaurini, la barra della linea mediana del collare non presenta protuberanze o altri ornamenti. Sebbene non si conosca gran parte dell'osso nasale, Xenoceratops, probabilmente, presentava una configurazione del corno nasale e della fronte paragonabile a quella di altri centrosaurini basali. L'olotipo e il materiale del cranio associato non includono gran parte del viso, ma il cranio del Royal Tyrrell mostra prove di grandi corna sopraorbitali (poste sopra le orbite), forse simili a quelle di Albertaceratops e Diabloceratops. Allo stesso modo, la forma del frammento dell'osso nasale suggerisce una struttura lunga e bassa come quella di Medusaceratops.

## Classificazione

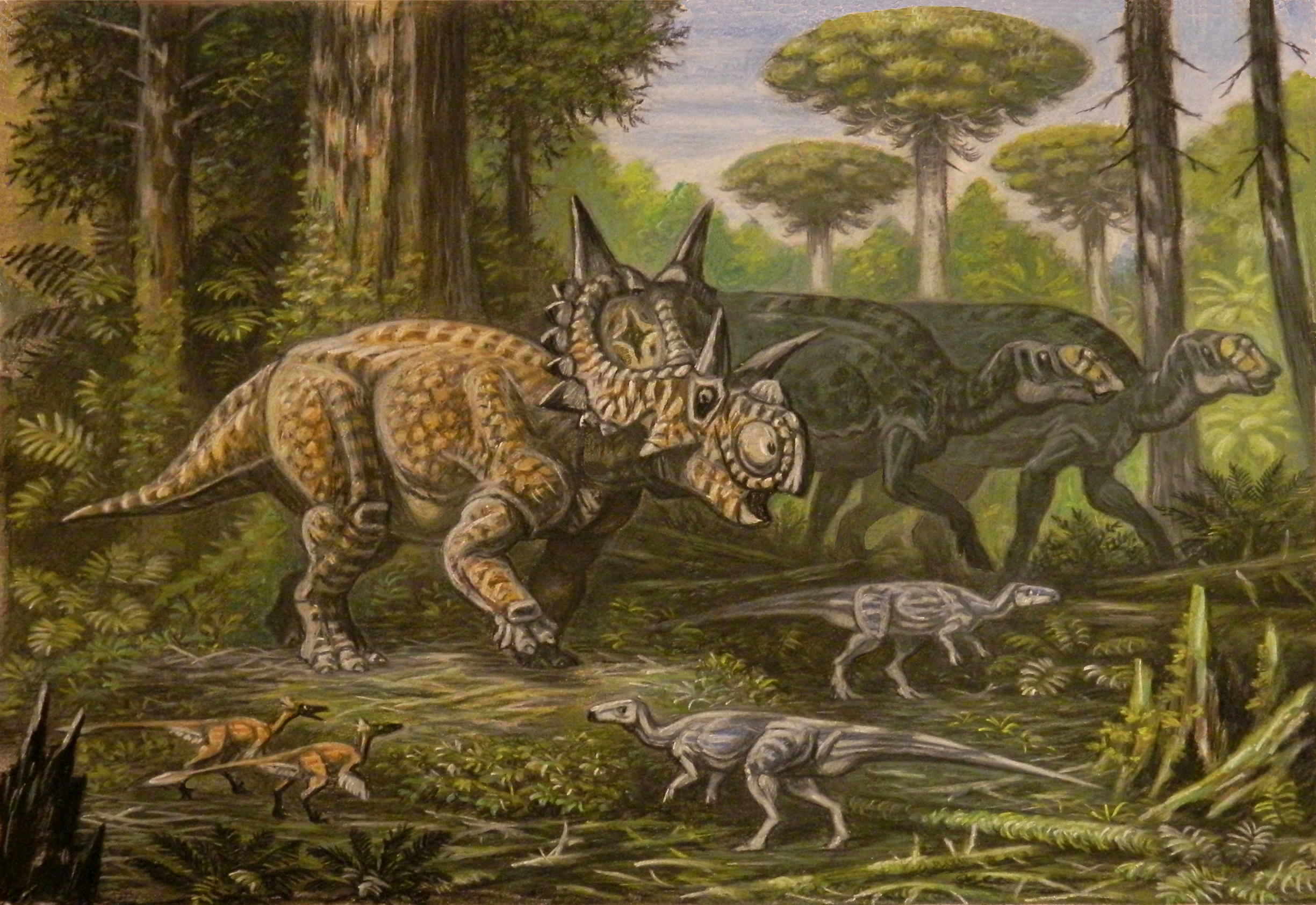
Xenoceratops ed altri dinosauri con cui condivideva l'habitat

Il seguente cladogramma segue l'analisi filogenetica di Chiba et al. (2017):
|  | Diabloceratops eatoni    |
|  |                          |
|  | Machairoceratops cronusi |
|  |                          |

|  | Avaceratops lammersi (ANSP 15800) |
|  |                                   |
|  | MOR 692                           |
|  |                                   |
|  | CMN 8804                          |
|  |                                   |
|  | Nasutoceratops titusi             |
|  |                                   |
|  | Nuovo taxon di Malta              |
|  |                                   |

|  | Sinoceratops zhuchengensis |
|  |                            |
|  | Wendiceratops pinhornensis |
|  |                            |

|  | Rubeosaurus ovatus        |
|  |                           |
|  | Styracosaurus albertensis |
|  |                           |

|  | Coronosaurus brinkmani |
|  |                        |
|  | Spinops sternbergorum  |
|  |                        |
|  | Centrosaurus apertus   |
|  |                        |

|  | Rubeosaurus ovatus        |
|  |                           |
|  | Styracosaurus albertensis |
|  |                           |

|  | Coronosaurus brinkmani |
|  |                        |
|  | Spinops sternbergorum  |
|  |                        |
|  | Centrosaurus apertus   |
|  |                        |

|  | Pachyrhinosaurus canadensis                                                              |
|  |                                                                                          |
|  | \| \| Pachyrhinosaurus lakustai \| \| \| \| \| \| Pachyrhinosaurus perotorum \| \| \| \| |
|  |                                                                                          |
|  | Pachyrhinosaurus lakustai                                                                |
|  |                                                                                          |
|  | Pachyrhinosaurus perotorum                                                               |
|  |                                                                                          |

|  | Pachyrhinosaurus lakustai  |
|  |                            |
|  | Pachyrhinosaurus perotorum |
|  |                            |

|  | Pachyrhinosaurus canadensis                                                              |
|  |                                                                                          |
|  | \| \| Pachyrhinosaurus lakustai \| \| \| \| \| \| Pachyrhinosaurus perotorum \| \| \| \| |
|  |                                                                                          |
|  | Pachyrhinosaurus lakustai                                                                |
|  |                                                                                          |
|  | Pachyrhinosaurus perotorum                                                               |
|  |                                                                                          |

|  | Pachyrhinosaurus lakustai  |
|  |                            |
|  | Pachyrhinosaurus perotorum |
|  |                            |

|  | Pachyrhinosaurus canadensis                                                              |
|  |                                                                                          |
|  | \| \| Pachyrhinosaurus lakustai \| \| \| \| \| \| Pachyrhinosaurus perotorum \| \| \| \| |
|  |                                                                                          |
|  | Pachyrhinosaurus lakustai                                                                |
|  |                                                                                          |
|  | Pachyrhinosaurus perotorum                                                               |
|  |                                                                                          |

|  | Pachyrhinosaurus lakustai  |
|  |                            |
|  | Pachyrhinosaurus perotorum |
|  |                            |

|  | Pachyrhinosaurus canadensis                                                              |
|  |                                                                                          |
|  | \| \| Pachyrhinosaurus lakustai \| \| \| \| \| \| Pachyrhinosaurus perotorum \| \| \| \| |
|  |                                                                                          |
|  | Pachyrhinosaurus lakustai                                                                |
|  |                                                                                          |
|  | Pachyrhinosaurus perotorum                                                               |
|  |                                                                                          |

|  | Pachyrhinosaurus lakustai  |
|  |                            |
|  | Pachyrhinosaurus perotorum |
|  |                            |

|  | Rubeosaurus ovatus        |
|  |                           |
|  | Styracosaurus albertensis |
|  |                           |

|  | Coronosaurus brinkmani |
|  |                        |
|  | Spinops sternbergorum  |
|  |                        |
|  | Centrosaurus apertus   |
|  |                        |

|  | Rubeosaurus ovatus        |
|  |                           |
|  | Styracosaurus albertensis |
|  |                           |

|  | Coronosaurus brinkmani |
|  |                        |
|  | Spinops sternbergorum  |
|  |                        |
|  | Centrosaurus apertus   |
|  |                        |

|  | Pachyrhinosaurus canadensis                                                              |
|  |                                                                                          |
|  | \| \| Pachyrhinosaurus lakustai \| \| \| \| \| \| Pachyrhinosaurus perotorum \| \| \| \| |
|  |                                                                                          |
|  | Pachyrhinosaurus lakustai                                                                |
|  |                                                                                          |
|  | Pachyrhinosaurus perotorum                                                               |
|  |                                                                                          |

|  | Pachyrhinosaurus lakustai  |
|  |                            |
|  | Pachyrhinosaurus perotorum |
|  |                            |

|  | Pachyrhinosaurus canadensis                                                              |
|  |                                                                                          |
|  | \| \| Pachyrhinosaurus lakustai \| \| \| \| \| \| Pachyrhinosaurus perotorum \| \| \| \| |
|  |                                                                                          |
|  | Pachyrhinosaurus lakustai                                                                |
|  |                                                                                          |
|  | Pachyrhinosaurus perotorum                                                               |
|  |                                                                                          |

|  | Pachyrhinosaurus lakustai  |
|  |                            |
|  | Pachyrhinosaurus perotorum |
|  |                            |

|  | Pachyrhinosaurus canadensis                                                              |
|  |                                                                                          |
|  | \| \| Pachyrhinosaurus lakustai \| \| \| \| \| \| Pachyrhinosaurus perotorum \| \| \| \| |
|  |                                                                                          |
|  | Pachyrhinosaurus lakustai                                                                |
|  |                                                                                          |
|  | Pachyrhinosaurus perotorum                                                               |
|  |                                                                                          |

|  | Pachyrhinosaurus lakustai  |
|  |                            |
|  | Pachyrhinosaurus perotorum |
|  |                            |

|  | Pachyrhinosaurus canadensis                                                              |
|  |                                                                                          |
|  | \| \| Pachyrhinosaurus lakustai \| \| \| \| \| \| Pachyrhinosaurus perotorum \| \| \| \| |
|  |                                                                                          |
|  | Pachyrhinosaurus lakustai                                                                |
|  |                                                                                          |
|  | Pachyrhinosaurus perotorum                                                               |
|  |                                                                                          |

|  | Pachyrhinosaurus lakustai  |
|  |                            |
|  | Pachyrhinosaurus perotorum |
|  |                            |

|  | Sinoceratops zhuchengensis |
|  |                            |
|  | Wendiceratops pinhornensis |
|  |                            |

|  | Rubeosaurus ovatus        |
|  |                           |
|  | Styracosaurus albertensis |
|  |                           |

|  | Coronosaurus brinkmani |
|  |                        |
|  | Spinops sternbergorum  |
|  |                        |
|  | Centrosaurus apertus   |
|  |                        |

|  | Rubeosaurus ovatus        |
|  |                           |
|  | Styracosaurus albertensis |
|  |                           |

|  | Coronosaurus brinkmani |
|  |                        |
|  | Spinops sternbergorum  |
|  |                        |
|  | Centrosaurus apertus   |
|  |                        |

|  | Pachyrhinosaurus canadensis                                                              |
|  |                                                                                          |
|  | \| \| Pachyrhinosaurus lakustai \| \| \| \| \| \| Pachyrhinosaurus perotorum \| \| \| \| |
|  |                                                                                          |
|  | Pachyrhinosaurus lakustai                                                                |
|  |                                                                                          |
|  | Pachyrhinosaurus perotorum                                                               |
|  |                                                                                          |

|  | Pachyrhinosaurus lakustai  |
|  |                            |
|  | Pachyrhinosaurus perotorum |
|  |                            |

|  | Pachyrhinosaurus canadensis                                                              |
|  |                                                                                          |
|  | \| \| Pachyrhinosaurus lakustai \| \| \| \| \| \| Pachyrhinosaurus perotorum \| \| \| \| |
|  |                                                                                          |
|  | Pachyrhinosaurus lakustai                                                                |
|  |                                                                                          |
|  | Pachyrhinosaurus perotorum                                                               |
|  |                                                                                          |

|  | Pachyrhinosaurus lakustai  |
|  |                            |
|  | Pachyrhinosaurus perotorum |
|  |                            |

|  | Pachyrhinosaurus canadensis                                                              |
|  |                                                                                          |
|  | \| \| Pachyrhinosaurus lakustai \| \| \| \| \| \| Pachyrhinosaurus perotorum \| \| \| \| |
|  |                                                                                          |
|  | Pachyrhinosaurus lakustai                                                                |
|  |                                                                                          |
|  | Pachyrhinosaurus perotorum                                                               |
|  |                                                                                          |

|  | Pachyrhinosaurus lakustai  |
|  |                            |
|  | Pachyrhinosaurus perotorum |
|  |                            |

|  | Pachyrhinosaurus canadensis                                                              |
|  |                                                                                          |
|  | \| \| Pachyrhinosaurus lakustai \| \| \| \| \| \| Pachyrhinosaurus perotorum \| \| \| \| |
|  |                                                                                          |
|  | Pachyrhinosaurus lakustai                                                                |
|  |                                                                                          |
|  | Pachyrhinosaurus perotorum                                                               |
|  |                                                                                          |

|  | Pachyrhinosaurus lakustai  |
|  |                            |
|  | Pachyrhinosaurus perotorum |
|  |                            |

|  | Rubeosaurus ovatus        |
|  |                           |
|  | Styracosaurus albertensis |
|  |                           |

|  | Coronosaurus brinkmani |
|  |                        |
|  | Spinops sternbergorum  |
|  |                        |
|  | Centrosaurus apertus   |
|  |                        |

|  | Rubeosaurus ovatus        |
|  |                           |
|  | Styracosaurus albertensis |
|  |                           |

|  | Coronosaurus brinkmani |
|  |                        |
|  | Spinops sternbergorum  |
|  |                        |
|  | Centrosaurus apertus   |
|  |                        |

|  | Pachyrhinosaurus canadensis                                                              |
|  |                                                                                          |
|  | \| \| Pachyrhinosaurus lakustai \| \| \| \| \| \| Pachyrhinosaurus perotorum \| \| \| \| |
|  |                                                                                          |
|  | Pachyrhinosaurus lakustai                                                                |
|  |                                                                                          |
|  | Pachyrhinosaurus perotorum                                                               |
|  |                                                                                          |

|  | Pachyrhinosaurus lakustai  |
|  |                            |
|  | Pachyrhinosaurus perotorum |
|  |                            |

|  | Pachyrhinosaurus canadensis                                                              |
|  |                                                                                          |
|  | \| \| Pachyrhinosaurus lakustai \| \| \| \| \| \| Pachyrhinosaurus perotorum \| \| \| \| |
|  |                                                                                          |
|  | Pachyrhinosaurus lakustai                                                                |
|  |                                                                                          |
|  | Pachyrhinosaurus perotorum                                                               |
|  |                                                                                          |

|  | Pachyrhinosaurus lakustai  |
|  |                            |
|  | Pachyrhinosaurus perotorum |
|  |                            |

|  | Pachyrhinosaurus canadensis                                                              |
|  |                                                                                          |
|  | \| \| Pachyrhinosaurus lakustai \| \| \| \| \| \| Pachyrhinosaurus perotorum \| \| \| \| |
|  |                                                                                          |
|  | Pachyrhinosaurus lakustai                                                                |
|  |                                                                                          |
|  | Pachyrhinosaurus perotorum                                                               |
|  |                                                                                          |

|  | Pachyrhinosaurus lakustai  |
|  |                            |
|  | Pachyrhinosaurus perotorum |
|  |                            |

|  | Pachyrhinosaurus canadensis                                                              |
|  |                                                                                          |
|  | \| \| Pachyrhinosaurus lakustai \| \| \| \| \| \| Pachyrhinosaurus perotorum \| \| \| \| |
|  |                                                                                          |
|  | Pachyrhinosaurus lakustai                                                                |
|  |                                                                                          |
|  | Pachyrhinosaurus perotorum                                                               |
|  |                                                                                          |

|  | Pachyrhinosaurus lakustai  |
|  |                            |
|  | Pachyrhinosaurus perotorum |
|  |                            |

|  | Sinoceratops zhuchengensis |
|  |                            |
|  | Wendiceratops pinhornensis |
|  |                            |

|  | Rubeosaurus ovatus        |
|  |                           |
|  | Styracosaurus albertensis |
|  |                           |

|  | Coronosaurus brinkmani |
|  |                        |
|  | Spinops sternbergorum  |
|  |                        |
|  | Centrosaurus apertus   |
|  |                        |

|  | Rubeosaurus ovatus        |
|  |                           |
|  | Styracosaurus albertensis |
|  |                           |

|  | Coronosaurus brinkmani |
|  |                        |
|  | Spinops sternbergorum  |
|  |                        |
|  | Centrosaurus apertus   |
|  |                        |

|  | Pachyrhinosaurus canadensis                                                              |
|  |                                                                                          |
|  | \| \| Pachyrhinosaurus lakustai \| \| \| \| \| \| Pachyrhinosaurus perotorum \| \| \| \| |
|  |                                                                                          |
|  | Pachyrhinosaurus lakustai                                                                |
|  |                                                                                          |
|  | Pachyrhinosaurus perotorum                                                               |
|  |                                                                                          |

|  | Pachyrhinosaurus lakustai  |
|  |                            |
|  | Pachyrhinosaurus perotorum |
|  |                            |

|  | Pachyrhinosaurus canadensis                                                              |
|  |                                                                                          |
|  | \| \| Pachyrhinosaurus lakustai \| \| \| \| \| \| Pachyrhinosaurus perotorum \| \| \| \| |
|  |                                                                                          |
|  | Pachyrhinosaurus lakustai                                                                |
|  |                                                                                          |
|  | Pachyrhinosaurus perotorum                                                               |
|  |                                                                                          |

|  | Pachyrhinosaurus lakustai  |
|  |                            |
|  | Pachyrhinosaurus perotorum |
|  |                            |

|  | Pachyrhinosaurus canadensis                                                              |
|  |                                                                                          |
|  | \| \| Pachyrhinosaurus lakustai \| \| \| \| \| \| Pachyrhinosaurus perotorum \| \| \| \| |
|  |                                                                                          |
|  | Pachyrhinosaurus lakustai                                                                |
|  |                                                                                          |
|  | Pachyrhinosaurus perotorum                                                               |
|  |                                                                                          |

|  | Pachyrhinosaurus lakustai  |
|  |                            |
|  | Pachyrhinosaurus perotorum |
|  |                            |

|  | Pachyrhinosaurus canadensis                                                              |
|  |                                                                                          |
|  | \| \| Pachyrhinosaurus lakustai \| \| \| \| \| \| Pachyrhinosaurus perotorum \| \| \| \| |
|  |                                                                                          |
|  | Pachyrhinosaurus lakustai                                                                |
|  |                                                                                          |
|  | Pachyrhinosaurus perotorum                                                               |
|  |                                                                                          |

|  | Pachyrhinosaurus lakustai  |
|  |                            |
|  | Pachyrhinosaurus perotorum |
|  |                            |

|  | Rubeosaurus ovatus        |
|  |                           |
|  | Styracosaurus albertensis |
|  |                           |

|  | Coronosaurus brinkmani |
|  |                        |
|  | Spinops sternbergorum  |
|  |                        |
|  | Centrosaurus apertus   |
|  |                        |

|  | Rubeosaurus ovatus        |
|  |                           |
|  | Styracosaurus albertensis |
|  |                           |

|  | Coronosaurus brinkmani |
|  |                        |
|  | Spinops sternbergorum  |
|  |                        |
|  | Centrosaurus apertus   |
|  |                        |

|  | Pachyrhinosaurus canadensis                                                              |
|  |                                                                                          |
|  | \| \| Pachyrhinosaurus lakustai \| \| \| \| \| \| Pachyrhinosaurus perotorum \| \| \| \| |
|  |                                                                                          |
|  | Pachyrhinosaurus lakustai                                                                |
|  |                                                                                          |
|  | Pachyrhinosaurus perotorum                                                               |
|  |                                                                                          |

|  | Pachyrhinosaurus lakustai  |
|  |                            |
|  | Pachyrhinosaurus perotorum |
|  |                            |

|  | Pachyrhinosaurus canadensis                                                              |
|  |                                                                                          |
|  | \| \| Pachyrhinosaurus lakustai \| \| \| \| \| \| Pachyrhinosaurus perotorum \| \| \| \| |
|  |                                                                                          |
|  | Pachyrhinosaurus lakustai                                                                |
|  |                                                                                          |
|  | Pachyrhinosaurus perotorum                                                               |
|  |                                                                                          |

|  | Pachyrhinosaurus lakustai  |
|  |                            |
|  | Pachyrhinosaurus perotorum |
|  |                            |

|  | Pachyrhinosaurus canadensis                                                              |
|  |                                                                                          |
|  | \| \| Pachyrhinosaurus lakustai \| \| \| \| \| \| Pachyrhinosaurus perotorum \| \| \| \| |
|  |                                                                                          |
|  | Pachyrhinosaurus lakustai                                                                |
|  |                                                                                          |
|  | Pachyrhinosaurus perotorum                                                               |
|  |                                                                                          |

|  | Pachyrhinosaurus lakustai  |
|  |                            |
|  | Pachyrhinosaurus perotorum |
|  |                            |

|  | Pachyrhinosaurus canadensis                                                              |
|  |                                                                                          |
|  | \| \| Pachyrhinosaurus lakustai \| \| \| \| \| \| Pachyrhinosaurus perotorum \| \| \| \| |
|  |                                                                                          |
|  | Pachyrhinosaurus lakustai                                                                |
|  |                                                                                          |
|  | Pachyrhinosaurus perotorum                                                               |
|  |                                                                                          |

|  | Pachyrhinosaurus lakustai  |
|  |                            |
|  | Pachyrhinosaurus perotorum |
|  |                            |

|  | Sinoceratops zhuchengensis |
|  |                            |
|  | Wendiceratops pinhornensis |
|  |                            |

|  | Rubeosaurus ovatus        |
|  |                           |
|  | Styracosaurus albertensis |
|  |                           |

|  | Coronosaurus brinkmani |
|  |                        |
|  | Spinops sternbergorum  |
|  |                        |
|  | Centrosaurus apertus   |
|  |                        |

|  | Rubeosaurus ovatus        |
|  |                           |
|  | Styracosaurus albertensis |
|  |                           |

|  | Coronosaurus brinkmani |
|  |                        |
|  | Spinops sternbergorum  |
|  |                        |
|  | Centrosaurus apertus   |
|  |                        |

|  | Pachyrhinosaurus canadensis                                                              |
|  |                                                                                          |
|  | \| \| Pachyrhinosaurus lakustai \| \| \| \| \| \| Pachyrhinosaurus perotorum \| \| \| \| |
|  |                                                                                          |
|  | Pachyrhinosaurus lakustai                                                                |
|  |                                                                                          |
|  | Pachyrhinosaurus perotorum                                                               |
|  |                                                                                          |

|  | Pachyrhinosaurus lakustai  |
|  |                            |
|  | Pachyrhinosaurus perotorum |
|  |                            |

|  | Pachyrhinosaurus canadensis                                                              |
|  |                                                                                          |
|  | \| \| Pachyrhinosaurus lakustai \| \| \| \| \| \| Pachyrhinosaurus perotorum \| \| \| \| |
|  |                                                                                          |
|  | Pachyrhinosaurus lakustai                                                                |
|  |                                                                                          |
|  | Pachyrhinosaurus perotorum                                                               |
|  |                                                                                          |

|  | Pachyrhinosaurus lakustai  |
|  |                            |
|  | Pachyrhinosaurus perotorum |
|  |                            |

|  | Pachyrhinosaurus canadensis                                                              |
|  |                                                                                          |
|  | \| \| Pachyrhinosaurus lakustai \| \| \| \| \| \| Pachyrhinosaurus perotorum \| \| \| \| |
|  |                                                                                          |
|  | Pachyrhinosaurus lakustai                                                                |
|  |                                                                                          |
|  | Pachyrhinosaurus perotorum                                                               |
|  |                                                                                          |

|  | Pachyrhinosaurus lakustai  |
|  |                            |
|  | Pachyrhinosaurus perotorum |
|  |                            |

|  | Pachyrhinosaurus canadensis                                                              |
|  |                                                                                          |
|  | \| \| Pachyrhinosaurus lakustai \| \| \| \| \| \| Pachyrhinosaurus perotorum \| \| \| \| |
|  |                                                                                          |
|  | Pachyrhinosaurus lakustai                                                                |
|  |                                                                                          |
|  | Pachyrhinosaurus perotorum                                                               |
|  |                                                                                          |

|  | Pachyrhinosaurus lakustai  |
|  |                            |
|  | Pachyrhinosaurus perotorum |
|  |                            |

|  | Rubeosaurus ovatus        |
|  |                           |
|  | Styracosaurus albertensis |
|  |                           |

|  | Coronosaurus brinkmani |
|  |                        |
|  | Spinops sternbergorum  |
|  |                        |
|  | Centrosaurus apertus   |
|  |                        |

|  | Rubeosaurus ovatus        |
|  |                           |
|  | Styracosaurus albertensis |
|  |                           |

|  | Coronosaurus brinkmani |
|  |                        |
|  | Spinops sternbergorum  |
|  |                        |
|  | Centrosaurus apertus   |
|  |                        |

|  | Pachyrhinosaurus canadensis                                                              |
|  |                                                                                          |
|  | \| \| Pachyrhinosaurus lakustai \| \| \| \| \| \| Pachyrhinosaurus perotorum \| \| \| \| |
|  |                                                                                          |
|  | Pachyrhinosaurus lakustai                                                                |
|  |                                                                                          |
|  | Pachyrhinosaurus perotorum                                                               |
|  |                                                                                          |

|  | Pachyrhinosaurus lakustai  |
|  |                            |
|  | Pachyrhinosaurus perotorum |
|  |                            |

|  | Pachyrhinosaurus canadensis                                                              |
|  |                                                                                          |
|  | \| \| Pachyrhinosaurus lakustai \| \| \| \| \| \| Pachyrhinosaurus perotorum \| \| \| \| |
|  |                                                                                          |
|  | Pachyrhinosaurus lakustai                                                                |
|  |                                                                                          |
|  | Pachyrhinosaurus perotorum                                                               |
|  |                                                                                          |

|  | Pachyrhinosaurus lakustai  |
|  |                            |
|  | Pachyrhinosaurus perotorum |
|  |                            |

|  | Pachyrhinosaurus canadensis                                                              |
|  |                                                                                          |
|  | \| \| Pachyrhinosaurus lakustai \| \| \| \| \| \| Pachyrhinosaurus perotorum \| \| \| \| |
|  |                                                                                          |
|  | Pachyrhinosaurus lakustai                                                                |
|  |                                                                                          |
|  | Pachyrhinosaurus perotorum                                                               |
|  |                                                                                          |

|  | Pachyrhinosaurus lakustai  |
|  |                            |
|  | Pachyrhinosaurus perotorum |
|  |                            |

|  | Pachyrhinosaurus canadensis                                                              |
|  |                                                                                          |
|  | \| \| Pachyrhinosaurus lakustai \| \| \| \| \| \| Pachyrhinosaurus perotorum \| \| \| \| |
|  |                                                                                          |
|  | Pachyrhinosaurus lakustai                                                                |
|  |                                                                                          |
|  | Pachyrhinosaurus perotorum                                                               |
|  |                                                                                          |

|  | Pachyrhinosaurus lakustai  |
|  |                            |
|  | Pachyrhinosaurus perotorum |
|  |                            |

|  | Avaceratops lammersi (ANSP 15800) |
|  |                                   |
|  | MOR 692                           |
|  |                                   |
|  | CMN 8804                          |
|  |                                   |
|  | Nasutoceratops titusi             |
|  |                                   |
|  | Nuovo taxon di Malta              |
|  |                                   |

|  | Sinoceratops zhuchengensis |
|  |                            |
|  | Wendiceratops pinhornensis |
|  |                            |

|  | Rubeosaurus ovatus        |
|  |                           |
|  | Styracosaurus albertensis |
|  |                           |

|  | Coronosaurus brinkmani |
|  |                        |
|  | Spinops sternbergorum  |
|  |                        |
|  | Centrosaurus apertus   |
|  |                        |

|  | Rubeosaurus ovatus        |
|  |                           |
|  | Styracosaurus albertensis |
|  |                           |

|  | Coronosaurus brinkmani |
|  |                        |
|  | Spinops sternbergorum  |
|  |                        |
|  | Centrosaurus apertus   |
|  |                        |

|  | Pachyrhinosaurus canadensis                                                              |
|  |                                                                                          |
|  | \| \| Pachyrhinosaurus lakustai \| \| \| \| \| \| Pachyrhinosaurus perotorum \| \| \| \| |
|  |                                                                                          |
|  | Pachyrhinosaurus lakustai                                                                |
|  |                                                                                          |
|  | Pachyrhinosaurus perotorum                                                               |
|  |                                                                                          |

|  | Pachyrhinosaurus lakustai  |
|  |                            |
|  | Pachyrhinosaurus perotorum |
|  |                            |

|  | Pachyrhinosaurus canadensis                                                              |
|  |                                                                                          |
|  | \| \| Pachyrhinosaurus lakustai \| \| \| \| \| \| Pachyrhinosaurus perotorum \| \| \| \| |
|  |                                                                                          |
|  | Pachyrhinosaurus lakustai                                                                |
|  |                                                                                          |
|  | Pachyrhinosaurus perotorum                                                               |
|  |                                                                                          |

|  | Pachyrhinosaurus lakustai  |
|  |                            |
|  | Pachyrhinosaurus perotorum |
|  |                            |

|  | Pachyrhinosaurus canadensis                                                              |
|  |                                                                                          |
|  | \| \| Pachyrhinosaurus lakustai \| \| \| \| \| \| Pachyrhinosaurus perotorum \| \| \| \| |
|  |                                                                                          |
|  | Pachyrhinosaurus lakustai                                                                |
|  |                                                                                          |
|  | Pachyrhinosaurus perotorum                                                               |
|  |                                                                                          |

|  | Pachyrhinosaurus lakustai  |
|  |                            |
|  | Pachyrhinosaurus perotorum |
|  |                            |

|  | Pachyrhinosaurus canadensis                                                              |
|  |                                                                                          |
|  | \| \| Pachyrhinosaurus lakustai \| \| \| \| \| \| Pachyrhinosaurus perotorum \| \| \| \| |
|  |                                                                                          |
|  | Pachyrhinosaurus lakustai                                                                |
|  |                                                                                          |
|  | Pachyrhinosaurus perotorum                                                               |
|  |                                                                                          |

|  | Pachyrhinosaurus lakustai  |
|  |                            |
|  | Pachyrhinosaurus perotorum |
|  |                            |

|  | Rubeosaurus ovatus        |
|  |                           |
|  | Styracosaurus albertensis |
|  |                           |

|  | Coronosaurus brinkmani |
|  |                        |
|  | Spinops sternbergorum  |
|  |                        |
|  | Centrosaurus apertus   |
|  |                        |

|  | Rubeosaurus ovatus        |
|  |                           |
|  | Styracosaurus albertensis |
|  |                           |

|  | Coronosaurus brinkmani |
|  |                        |
|  | Spinops sternbergorum  |
|  |                        |
|  | Centrosaurus apertus   |
|  |                        |

|  | Pachyrhinosaurus canadensis                                                              |
|  |                                                                                          |
|  | \| \| Pachyrhinosaurus lakustai \| \| \| \| \| \| Pachyrhinosaurus perotorum \| \| \| \| |
|  |                                                                                          |
|  | Pachyrhinosaurus lakustai                                                                |
|  |                                                                                          |
|  | Pachyrhinosaurus perotorum                                                               |
|  |                                                                                          |

|  | Pachyrhinosaurus lakustai  |
|  |                            |
|  | Pachyrhinosaurus perotorum |
|  |                            |

|  | Pachyrhinosaurus canadensis                                                              |
|  |                                                                                          |
|  | \| \| Pachyrhinosaurus lakustai \| \| \| \| \| \| Pachyrhinosaurus perotorum \| \| \| \| |
|  |                                                                                          |
|  | Pachyrhinosaurus lakustai                                                                |
|  |                                                                                          |
|  | Pachyrhinosaurus perotorum                                                               |
|  |                                                                                          |

|  | Pachyrhinosaurus lakustai  |
|  |                            |
|  | Pachyrhinosaurus perotorum |
|  |                            |

|  | Pachyrhinosaurus canadensis                                                              |
|  |                                                                                          |
|  | \| \| Pachyrhinosaurus lakustai \| \| \| \| \| \| Pachyrhinosaurus perotorum \| \| \| \| |
|  |                                                                                          |
|  | Pachyrhinosaurus lakustai                                                                |
|  |                                                                                          |
|  | Pachyrhinosaurus perotorum                                                               |
|  |                                                                                          |

|  | Pachyrhinosaurus lakustai  |
|  |                            |
|  | Pachyrhinosaurus perotorum |
|  |                            |

|  | Pachyrhinosaurus canadensis                                                              |
|  |                                                                                          |
|  | \| \| Pachyrhinosaurus lakustai \| \| \| \| \| \| Pachyrhinosaurus perotorum \| \| \| \| |
|  |                                                                                          |
|  | Pachyrhinosaurus lakustai                                                                |
|  |                                                                                          |
|  | Pachyrhinosaurus perotorum                                                               |
|  |                                                                                          |

|  | Pachyrhinosaurus lakustai  |
|  |                            |
|  | Pachyrhinosaurus perotorum |
|  |                            |

|  | Sinoceratops zhuchengensis |
|  |                            |
|  | Wendiceratops pinhornensis |
|  |                            |

|  | Rubeosaurus ovatus        |
|  |                           |
|  | Styracosaurus albertensis |
|  |                           |

|  | Coronosaurus brinkmani |
|  |                        |
|  | Spinops sternbergorum  |
|  |                        |
|  | Centrosaurus apertus   |
|  |                        |

|  | Rubeosaurus ovatus        |
|  |                           |
|  | Styracosaurus albertensis |
|  |                           |

|  | Coronosaurus brinkmani |
|  |                        |
|  | Spinops sternbergorum  |
|  |                        |
|  | Centrosaurus apertus   |
|  |                        |

|  | Pachyrhinosaurus canadensis                                                              |
|  |                                                                                          |
|  | \| \| Pachyrhinosaurus lakustai \| \| \| \| \| \| Pachyrhinosaurus perotorum \| \| \| \| |
|  |                                                                                          |
|  | Pachyrhinosaurus lakustai                                                                |
|  |                                                                                          |
|  | Pachyrhinosaurus perotorum                                                               |
|  |                                                                                          |

|  | Pachyrhinosaurus lakustai  |
|  |                            |
|  | Pachyrhinosaurus perotorum |
|  |                            |

|  | Pachyrhinosaurus canadensis                                                              |
|  |                                                                                          |
|  | \| \| Pachyrhinosaurus lakustai \| \| \| \| \| \| Pachyrhinosaurus perotorum \| \| \| \| |
|  |                                                                                          |
|  | Pachyrhinosaurus lakustai                                                                |
|  |                                                                                          |
|  | Pachyrhinosaurus perotorum                                                               |
|  |                                                                                          |

|  | Pachyrhinosaurus lakustai  |
|  |                            |
|  | Pachyrhinosaurus perotorum |
|  |                            |

|  | Pachyrhinosaurus canadensis                                                              |
|  |                                                                                          |
|  | \| \| Pachyrhinosaurus lakustai \| \| \| \| \| \| Pachyrhinosaurus perotorum \| \| \| \| |
|  |                                                                                          |
|  | Pachyrhinosaurus lakustai                                                                |
|  |                                                                                          |
|  | Pachyrhinosaurus perotorum                                                               |
|  |                                                                                          |

|  | Pachyrhinosaurus lakustai  |
|  |                            |
|  | Pachyrhinosaurus perotorum |
|  |                            |

|  | Pachyrhinosaurus canadensis                                                              |
|  |                                                                                          |
|  | \| \| Pachyrhinosaurus lakustai \| \| \| \| \| \| Pachyrhinosaurus perotorum \| \| \| \| |
|  |                                                                                          |
|  | Pachyrhinosaurus lakustai                                                                |
|  |                                                                                          |
|  | Pachyrhinosaurus perotorum                                                               |
|  |                                                                                          |

|  | Pachyrhinosaurus lakustai  |
|  |                            |
|  | Pachyrhinosaurus perotorum |
|  |                            |

|  | Rubeosaurus ovatus        |
|  |                           |
|  | Styracosaurus albertensis |
|  |                           |

|  | Coronosaurus brinkmani |
|  |                        |
|  | Spinops sternbergorum  |
|  |                        |
|  | Centrosaurus apertus   |
|  |                        |

|  | Rubeosaurus ovatus        |
|  |                           |
|  | Styracosaurus albertensis |
|  |                           |

|  | Coronosaurus brinkmani |
|  |                        |
|  | Spinops sternbergorum  |
|  |                        |
|  | Centrosaurus apertus   |
|  |                        |

|  | Pachyrhinosaurus canadensis                                                              |
|  |                                                                                          |
|  | \| \| Pachyrhinosaurus lakustai \| \| \| \| \| \| Pachyrhinosaurus perotorum \| \| \| \| |
|  |                                                                                          |
|  | Pachyrhinosaurus lakustai                                                                |
|  |                                                                                          |
|  | Pachyrhinosaurus perotorum                                                               |
|  |                                                                                          |

|  | Pachyrhinosaurus lakustai  |
|  |                            |
|  | Pachyrhinosaurus perotorum |
|  |                            |

|  | Pachyrhinosaurus canadensis                                                              |
|  |                                                                                          |
|  | \| \| Pachyrhinosaurus lakustai \| \| \| \| \| \| Pachyrhinosaurus perotorum \| \| \| \| |
|  |                                                                                          |
|  | Pachyrhinosaurus lakustai                                                                |
|  |                                                                                          |
|  | Pachyrhinosaurus perotorum                                                               |
|  |                                                                                          |

|  | Pachyrhinosaurus lakustai  |
|  |                            |
|  | Pachyrhinosaurus perotorum |
|  |                            |

|  | Pachyrhinosaurus canadensis                                                              |
|  |                                                                                          |
|  | \| \| Pachyrhinosaurus lakustai \| \| \| \| \| \| Pachyrhinosaurus perotorum \| \| \| \| |
|  |                                                                                          |
|  | Pachyrhinosaurus lakustai                                                                |
|  |                                                                                          |
|  | Pachyrhinosaurus perotorum                                                               |
|  |                                                                                          |

|  | Pachyrhinosaurus lakustai  |
|  |                            |
|  | Pachyrhinosaurus perotorum |
|  |                            |

|  | Pachyrhinosaurus canadensis                                                              |
|  |                                                                                          |
|  | \| \| Pachyrhinosaurus lakustai \| \| \| \| \| \| Pachyrhinosaurus perotorum \| \| \| \| |
|  |                                                                                          |
|  | Pachyrhinosaurus lakustai                                                                |
|  |                                                                                          |
|  | Pachyrhinosaurus perotorum                                                               |
|  |                                                                                          |

|  | Pachyrhinosaurus lakustai  |
|  |                            |
|  | Pachyrhinosaurus perotorum |
|  |                            |

|  | Sinoceratops zhuchengensis |
|  |                            |
|  | Wendiceratops pinhornensis |
|  |                            |

|  | Rubeosaurus ovatus        |
|  |                           |
|  | Styracosaurus albertensis |
|  |                           |

|  | Coronosaurus brinkmani |
|  |                        |
|  | Spinops sternbergorum  |
|  |                        |
|  | Centrosaurus apertus   |
|  |                        |

|  | Rubeosaurus ovatus        |
|  |                           |
|  | Styracosaurus albertensis |
|  |                           |

|  | Coronosaurus brinkmani |
|  |                        |
|  | Spinops sternbergorum  |
|  |                        |
|  | Centrosaurus apertus   |
|  |                        |

|  | Pachyrhinosaurus canadensis                                                              |
|  |                                                                                          |
|  | \| \| Pachyrhinosaurus lakustai \| \| \| \| \| \| Pachyrhinosaurus perotorum \| \| \| \| |
|  |                                                                                          |
|  | Pachyrhinosaurus lakustai                                                                |
|  |                                                                                          |
|  | Pachyrhinosaurus perotorum                                                               |
|  |                                                                                          |

|  | Pachyrhinosaurus lakustai  |
|  |                            |
|  | Pachyrhinosaurus perotorum |
|  |                            |

|  | Pachyrhinosaurus canadensis                                                              |
|  |                                                                                          |
|  | \| \| Pachyrhinosaurus lakustai \| \| \| \| \| \| Pachyrhinosaurus perotorum \| \| \| \| |
|  |                                                                                          |
|  | Pachyrhinosaurus lakustai                                                                |
|  |                                                                                          |
|  | Pachyrhinosaurus perotorum                                                               |
|  |                                                                                          |

|  | Pachyrhinosaurus lakustai  |
|  |                            |
|  | Pachyrhinosaurus perotorum |
|  |                            |

|  | Pachyrhinosaurus canadensis                                                              |
|  |                                                                                          |
|  | \| \| Pachyrhinosaurus lakustai \| \| \| \| \| \| Pachyrhinosaurus perotorum \| \| \| \| |
|  |                                                                                          |
|  | Pachyrhinosaurus lakustai                                                                |
|  |                                                                                          |
|  | Pachyrhinosaurus perotorum                                                               |
|  |                                                                                          |

|  | Pachyrhinosaurus lakustai  |
|  |                            |
|  | Pachyrhinosaurus perotorum |
|  |                            |

|  | Pachyrhinosaurus canadensis                                                              |
|  |                                                                                          |
|  | \| \| Pachyrhinosaurus lakustai \| \| \| \| \| \| Pachyrhinosaurus perotorum \| \| \| \| |
|  |                                                                                          |
|  | Pachyrhinosaurus lakustai                                                                |
|  |                                                                                          |
|  | Pachyrhinosaurus perotorum                                                               |
|  |                                                                                          |

|  | Pachyrhinosaurus lakustai  |
|  |                            |
|  | Pachyrhinosaurus perotorum |
|  |                            |

|  | Rubeosaurus ovatus        |
|  |                           |
|  | Styracosaurus albertensis |
|  |                           |

|  | Coronosaurus brinkmani |
|  |                        |
|  | Spinops sternbergorum  |
|  |                        |
|  | Centrosaurus apertus   |
|  |                        |

|  | Rubeosaurus ovatus        |
|  |                           |
|  | Styracosaurus albertensis |
|  |                           |

|  | Coronosaurus brinkmani |
|  |                        |
|  | Spinops sternbergorum  |
|  |                        |
|  | Centrosaurus apertus   |
|  |                        |

|  | Pachyrhinosaurus canadensis                                                              |
|  |                                                                                          |
|  | \| \| Pachyrhinosaurus lakustai \| \| \| \| \| \| Pachyrhinosaurus perotorum \| \| \| \| |
|  |                                                                                          |
|  | Pachyrhinosaurus lakustai                                                                |
|  |                                                                                          |
|  | Pachyrhinosaurus perotorum                                                               |
|  |                                                                                          |

|  | Pachyrhinosaurus lakustai  |
|  |                            |
|  | Pachyrhinosaurus perotorum |
|  |                            |

|  | Pachyrhinosaurus canadensis                                                              |
|  |                                                                                          |
|  | \| \| Pachyrhinosaurus lakustai \| \| \| \| \| \| Pachyrhinosaurus perotorum \| \| \| \| |
|  |                                                                                          |
|  | Pachyrhinosaurus lakustai                                                                |
|  |                                                                                          |
|  | Pachyrhinosaurus perotorum                                                               |
|  |                                                                                          |

|  | Pachyrhinosaurus lakustai  |
|  |                            |
|  | Pachyrhinosaurus perotorum |
|  |                            |

|  | Pachyrhinosaurus canadensis                                                              |
|  |                                                                                          |
|  | \| \| Pachyrhinosaurus lakustai \| \| \| \| \| \| Pachyrhinosaurus perotorum \| \| \| \| |
|  |                                                                                          |
|  | Pachyrhinosaurus lakustai                                                                |
|  |                                                                                          |
|  | Pachyrhinosaurus perotorum                                                               |
|  |                                                                                          |

|  | Pachyrhinosaurus lakustai  |
|  |                            |
|  | Pachyrhinosaurus perotorum |
|  |                            |

|  | Pachyrhinosaurus canadensis                                                              |
|  |                                                                                          |
|  | \| \| Pachyrhinosaurus lakustai \| \| \| \| \| \| Pachyrhinosaurus perotorum \| \| \| \| |
|  |                                                                                          |
|  | Pachyrhinosaurus lakustai                                                                |
|  |                                                                                          |
|  | Pachyrhinosaurus perotorum                                                               |
|  |                                                                                          |

|  | Pachyrhinosaurus lakustai  |
|  |                            |
|  | Pachyrhinosaurus perotorum |
|  |                            |

|  | Sinoceratops zhuchengensis |
|  |                            |
|  | Wendiceratops pinhornensis |
|  |                            |

|  | Rubeosaurus ovatus        |
|  |                           |
|  | Styracosaurus albertensis |
|  |                           |

|  | Coronosaurus brinkmani |
|  |                        |
|  | Spinops sternbergorum  |
|  |                        |
|  | Centrosaurus apertus   |
|  |                        |

|  | Rubeosaurus ovatus        |
|  |                           |
|  | Styracosaurus albertensis |
|  |                           |

|  | Coronosaurus brinkmani |
|  |                        |
|  | Spinops sternbergorum  |
|  |                        |
|  | Centrosaurus apertus   |
|  |                        |

|  | Pachyrhinosaurus canadensis                                                              |
|  |                                                                                          |
|  | \| \| Pachyrhinosaurus lakustai \| \| \| \| \| \| Pachyrhinosaurus perotorum \| \| \| \| |
|  |                                                                                          |
|  | Pachyrhinosaurus lakustai                                                                |
|  |                                                                                          |
|  | Pachyrhinosaurus perotorum                                                               |
|  |                                                                                          |

|  | Pachyrhinosaurus lakustai  |
|  |                            |
|  | Pachyrhinosaurus perotorum |
|  |                            |

|  | Pachyrhinosaurus canadensis                                                              |
|  |                                                                                          |
|  | \| \| Pachyrhinosaurus lakustai \| \| \| \| \| \| Pachyrhinosaurus perotorum \| \| \| \| |
|  |                                                                                          |
|  | Pachyrhinosaurus lakustai                                                                |
|  |                                                                                          |
|  | Pachyrhinosaurus perotorum                                                               |
|  |                                                                                          |

|  | Pachyrhinosaurus lakustai  |
|  |                            |
|  | Pachyrhinosaurus perotorum |
|  |                            |

|  | Pachyrhinosaurus canadensis                                                              |
|  |                                                                                          |
|  | \| \| Pachyrhinosaurus lakustai \| \| \| \| \| \| Pachyrhinosaurus perotorum \| \| \| \| |
|  |                                                                                          |
|  | Pachyrhinosaurus lakustai                                                                |
|  |                                                                                          |
|  | Pachyrhinosaurus perotorum                                                               |
|  |                                                                                          |

|  | Pachyrhinosaurus lakustai  |
|  |                            |
|  | Pachyrhinosaurus perotorum |
|  |                            |

|  | Pachyrhinosaurus canadensis                                                              |
|  |                                                                                          |
|  | \| \| Pachyrhinosaurus lakustai \| \| \| \| \| \| Pachyrhinosaurus perotorum \| \| \| \| |
|  |                                                                                          |
|  | Pachyrhinosaurus lakustai                                                                |
|  |                                                                                          |
|  | Pachyrhinosaurus perotorum                                                               |
|  |                                                                                          |

|  | Pachyrhinosaurus lakustai  |
|  |                            |
|  | Pachyrhinosaurus perotorum |
|  |                            |

|  | Rubeosaurus ovatus        |
|  |                           |
|  | Styracosaurus albertensis |
|  |                           |

|  | Coronosaurus brinkmani |
|  |                        |
|  | Spinops sternbergorum  |
|  |                        |
|  | Centrosaurus apertus   |
|  |                        |

|  | Rubeosaurus ovatus        |
|  |                           |
|  | Styracosaurus albertensis |
|  |                           |

|  | Coronosaurus brinkmani |
|  |                        |
|  | Spinops sternbergorum  |
|  |                        |
|  | Centrosaurus apertus   |
|  |                        |

|  | Pachyrhinosaurus canadensis                                                              |
|  |                                                                                          |
|  | \| \| Pachyrhinosaurus lakustai \| \| \| \| \| \| Pachyrhinosaurus perotorum \| \| \| \| |
|  |                                                                                          |
|  | Pachyrhinosaurus lakustai                                                                |
|  |                                                                                          |
|  | Pachyrhinosaurus perotorum                                                               |
|  |                                                                                          |

|  | Pachyrhinosaurus lakustai  |
|  |                            |
|  | Pachyrhinosaurus perotorum |
|  |                            |

|  | Pachyrhinosaurus canadensis                                                              |
|  |                                                                                          |
|  | \| \| Pachyrhinosaurus lakustai \| \| \| \| \| \| Pachyrhinosaurus perotorum \| \| \| \| |
|  |                                                                                          |
|  | Pachyrhinosaurus lakustai                                                                |
|  |                                                                                          |
|  | Pachyrhinosaurus perotorum                                                               |
|  |                                                                                          |

|  | Pachyrhinosaurus lakustai  |
|  |                            |
|  | Pachyrhinosaurus perotorum |
|  |                            |

|  | Pachyrhinosaurus canadensis                                                              |
|  |                                                                                          |
|  | \| \| Pachyrhinosaurus lakustai \| \| \| \| \| \| Pachyrhinosaurus perotorum \| \| \| \| |
|  |                                                                                          |
|  | Pachyrhinosaurus lakustai                                                                |
|  |                                                                                          |
|  | Pachyrhinosaurus perotorum                                                               |
|  |                                                                                          |

|  | Pachyrhinosaurus lakustai  |
|  |                            |
|  | Pachyrhinosaurus perotorum |
|  |                            |

|  | Pachyrhinosaurus canadensis                                                              |
|  |                                                                                          |
|  | \| \| Pachyrhinosaurus lakustai \| \| \| \| \| \| Pachyrhinosaurus perotorum \| \| \| \| |
|  |                                                                                          |
|  | Pachyrhinosaurus lakustai                                                                |
|  |                                                                                          |
|  | Pachyrhinosaurus perotorum                                                               |
|  |                                                                                          |

|  | Pachyrhinosaurus lakustai  |
|  |                            |
|  | Pachyrhinosaurus perotorum |
|  |                            |

|  | Diabloceratops eatoni    |
|  |                          |
|  | Machairoceratops cronusi |
|  |                          |

|  | Avaceratops lammersi (ANSP 15800) |
|  |                                   |
|  | MOR 692                           |
|  |                                   |
|  | CMN 8804                          |
|  |                                   |
|  | Nasutoceratops titusi             |
|  |                                   |
|  | Nuovo taxon di Malta              |
|  |                                   |

|  | Sinoceratops zhuchengensis |
|  |                            |
|  | Wendiceratops pinhornensis |
|  |                            |

|  | Rubeosaurus ovatus        |
|  |                           |
|  | Styracosaurus albertensis |
|  |                           |

|  | Coronosaurus brinkmani |
|  |                        |
|  | Spinops sternbergorum  |
|  |                        |
|  | Centrosaurus apertus   |
|  |                        |

|  | Rubeosaurus ovatus        |
|  |                           |
|  | Styracosaurus albertensis |
|  |                           |

|  | Coronosaurus brinkmani |
|  |                        |
|  | Spinops sternbergorum  |
|  |                        |
|  | Centrosaurus apertus   |
|  |                        |

|  | Pachyrhinosaurus canadensis                                                              |
|  |                                                                                          |
|  | \| \| Pachyrhinosaurus lakustai \| \| \| \| \| \| Pachyrhinosaurus perotorum \| \| \| \| |
|  |                                                                                          |
|  | Pachyrhinosaurus lakustai                                                                |
|  |                                                                                          |
|  | Pachyrhinosaurus perotorum                                                               |
|  |                                                                                          |

|  | Pachyrhinosaurus lakustai  |
|  |                            |
|  | Pachyrhinosaurus perotorum |
|  |                            |

|  | Pachyrhinosaurus canadensis                                                              |
|  |                                                                                          |
|  | \| \| Pachyrhinosaurus lakustai \| \| \| \| \| \| Pachyrhinosaurus perotorum \| \| \| \| |
|  |                                                                                          |
|  | Pachyrhinosaurus lakustai                                                                |
|  |                                                                                          |
|  | Pachyrhinosaurus perotorum                                                               |
|  |                                                                                          |

|  | Pachyrhinosaurus lakustai  |
|  |                            |
|  | Pachyrhinosaurus perotorum |
|  |                            |

|  | Pachyrhinosaurus canadensis                                                              |
|  |                                                                                          |
|  | \| \| Pachyrhinosaurus lakustai \| \| \| \| \| \| Pachyrhinosaurus perotorum \| \| \| \| |
|  |                                                                                          |
|  | Pachyrhinosaurus lakustai                                                                |
|  |                                                                                          |
|  | Pachyrhinosaurus perotorum                                                               |
|  |                                                                                          |

|  | Pachyrhinosaurus lakustai  |
|  |                            |
|  | Pachyrhinosaurus perotorum |
|  |                            |

|  | Pachyrhinosaurus canadensis                                                              |
|  |                                                                                          |
|  | \| \| Pachyrhinosaurus lakustai \| \| \| \| \| \| Pachyrhinosaurus perotorum \| \| \| \| |
|  |                                                                                          |
|  | Pachyrhinosaurus lakustai                                                                |
|  |                                                                                          |
|  | Pachyrhinosaurus perotorum                                                               |
|  |                                                                                          |

|  | Pachyrhinosaurus lakustai  |
|  |                            |
|  | Pachyrhinosaurus perotorum |
|  |                            |

|  | Rubeosaurus ovatus        |
|  |                           |
|  | Styracosaurus albertensis |
|  |                           |

|  | Coronosaurus brinkmani |
|  |                        |
|  | Spinops sternbergorum  |
|  |                        |
|  | Centrosaurus apertus   |
|  |                        |

|  | Rubeosaurus ovatus        |
|  |                           |
|  | Styracosaurus albertensis |
|  |                           |

|  | Coronosaurus brinkmani |
|  |                        |
|  | Spinops sternbergorum  |
|  |                        |
|  | Centrosaurus apertus   |
|  |                        |

|  | Pachyrhinosaurus canadensis                                                              |
|  |                                                                                          |
|  | \| \| Pachyrhinosaurus lakustai \| \| \| \| \| \| Pachyrhinosaurus perotorum \| \| \| \| |
|  |                                                                                          |
|  | Pachyrhinosaurus lakustai                                                                |
|  |                                                                                          |
|  | Pachyrhinosaurus perotorum                                                               |
|  |                                                                                          |

|  | Pachyrhinosaurus lakustai  |
|  |                            |
|  | Pachyrhinosaurus perotorum |
|  |                            |

|  | Pachyrhinosaurus canadensis                                                              |
|  |                                                                                          |
|  | \| \| Pachyrhinosaurus lakustai \| \| \| \| \| \| Pachyrhinosaurus perotorum \| \| \| \| |
|  |                                                                                          |
|  | Pachyrhinosaurus lakustai                                                                |
|  |                                                                                          |
|  | Pachyrhinosaurus perotorum                                                               |
|  |                                                                                          |

|  | Pachyrhinosaurus lakustai  |
|  |                            |
|  | Pachyrhinosaurus perotorum |
|  |                            |

|  | Pachyrhinosaurus canadensis                                                              |
|  |                                                                                          |
|  | \| \| Pachyrhinosaurus lakustai \| \| \| \| \| \| Pachyrhinosaurus perotorum \| \| \| \| |
|  |                                                                                          |
|  | Pachyrhinosaurus lakustai                                                                |
|  |                                                                                          |
|  | Pachyrhinosaurus perotorum                                                               |
|  |                                                                                          |

|  | Pachyrhinosaurus lakustai  |
|  |                            |
|  | Pachyrhinosaurus perotorum |
|  |                            |

|  | Pachyrhinosaurus canadensis                                                              |
|  |                                                                                          |
|  | \| \| Pachyrhinosaurus lakustai \| \| \| \| \| \| Pachyrhinosaurus perotorum \| \| \| \| |
|  |                                                                                          |
|  | Pachyrhinosaurus lakustai                                                                |
|  |                                                                                          |
|  | Pachyrhinosaurus perotorum                                                               |
|  |                                                                                          |

|  | Pachyrhinosaurus lakustai  |
|  |                            |
|  | Pachyrhinosaurus perotorum |
|  |                            |

|  | Sinoceratops zhuchengensis |
|  |                            |
|  | Wendiceratops pinhornensis |
|  |                            |

|  | Rubeosaurus ovatus        |
|  |                           |
|  | Styracosaurus albertensis |
|  |                           |

|  | Coronosaurus brinkmani |
|  |                        |
|  | Spinops sternbergorum  |
|  |                        |
|  | Centrosaurus apertus   |
|  |                        |

|  | Rubeosaurus ovatus        |
|  |                           |
|  | Styracosaurus albertensis |
|  |                           |

|  | Coronosaurus brinkmani |
|  |                        |
|  | Spinops sternbergorum  |
|  |                        |
|  | Centrosaurus apertus   |
|  |                        |

|  | Pachyrhinosaurus canadensis                                                              |
|  |                                                                                          |
|  | \| \| Pachyrhinosaurus lakustai \| \| \| \| \| \| Pachyrhinosaurus perotorum \| \| \| \| |
|  |                                                                                          |
|  | Pachyrhinosaurus lakustai                                                                |
|  |                                                                                          |
|  | Pachyrhinosaurus perotorum                                                               |
|  |                                                                                          |

|  | Pachyrhinosaurus lakustai  |
|  |                            |
|  | Pachyrhinosaurus perotorum |
|  |                            |

|  | Pachyrhinosaurus canadensis                                                              |
|  |                                                                                          |
|  | \| \| Pachyrhinosaurus lakustai \| \| \| \| \| \| Pachyrhinosaurus perotorum \| \| \| \| |
|  |                                                                                          |
|  | Pachyrhinosaurus lakustai                                                                |
|  |                                                                                          |
|  | Pachyrhinosaurus perotorum                                                               |
|  |                                                                                          |

|  | Pachyrhinosaurus lakustai  |
|  |                            |
|  | Pachyrhinosaurus perotorum |
|  |                            |

|  | Pachyrhinosaurus canadensis                                                              |
|  |                                                                                          |
|  | \| \| Pachyrhinosaurus lakustai \| \| \| \| \| \| Pachyrhinosaurus perotorum \| \| \| \| |
|  |                                                                                          |
|  | Pachyrhinosaurus lakustai                                                                |
|  |                                                                                          |
|  | Pachyrhinosaurus perotorum                                                               |
|  |                                                                                          |

|  | Pachyrhinosaurus lakustai  |
|  |                            |
|  | Pachyrhinosaurus perotorum |
|  |                            |

|  | Pachyrhinosaurus canadensis                                                              |
|  |                                                                                          |
|  | \| \| Pachyrhinosaurus lakustai \| \| \| \| \| \| Pachyrhinosaurus perotorum \| \| \| \| |
|  |                                                                                          |
|  | Pachyrhinosaurus lakustai                                                                |
|  |                                                                                          |
|  | Pachyrhinosaurus perotorum                                                               |
|  |                                                                                          |

|  | Pachyrhinosaurus lakustai  |
|  |                            |
|  | Pachyrhinosaurus perotorum |
|  |                            |

|  | Rubeosaurus ovatus        |
|  |                           |
|  | Styracosaurus albertensis |
|  |                           |

|  | Coronosaurus brinkmani |
|  |                        |
|  | Spinops sternbergorum  |
|  |                        |
|  | Centrosaurus apertus   |
|  |                        |

|  | Rubeosaurus ovatus        |
|  |                           |
|  | Styracosaurus albertensis |
|  |                           |

|  | Coronosaurus brinkmani |
|  |                        |
|  | Spinops sternbergorum  |
|  |                        |
|  | Centrosaurus apertus   |
|  |                        |

|  | Pachyrhinosaurus canadensis                                                              |
|  |                                                                                          |
|  | \| \| Pachyrhinosaurus lakustai \| \| \| \| \| \| Pachyrhinosaurus perotorum \| \| \| \| |
|  |                                                                                          |
|  | Pachyrhinosaurus lakustai                                                                |
|  |                                                                                          |
|  | Pachyrhinosaurus perotorum                                                               |
|  |                                                                                          |

|  | Pachyrhinosaurus lakustai  |
|  |                            |
|  | Pachyrhinosaurus perotorum |
|  |                            |

|  | Pachyrhinosaurus canadensis                                                              |
|  |                                                                                          |
|  | \| \| Pachyrhinosaurus lakustai \| \| \| \| \| \| Pachyrhinosaurus perotorum \| \| \| \| |
|  |                                                                                          |
|  | Pachyrhinosaurus lakustai                                                                |
|  |                                                                                          |
|  | Pachyrhinosaurus perotorum                                                               |
|  |                                                                                          |

|  | Pachyrhinosaurus lakustai  |
|  |                            |
|  | Pachyrhinosaurus perotorum |
|  |                            |

|  | Pachyrhinosaurus canadensis                                                              |
|  |                                                                                          |
|  | \| \| Pachyrhinosaurus lakustai \| \| \| \| \| \| Pachyrhinosaurus perotorum \| \| \| \| |
|  |                                                                                          |
|  | Pachyrhinosaurus lakustai                                                                |
|  |                                                                                          |
|  | Pachyrhinosaurus perotorum                                                               |
|  |                                                                                          |

|  | Pachyrhinosaurus lakustai  |
|  |                            |
|  | Pachyrhinosaurus perotorum |
|  |                            |

|  | Pachyrhinosaurus canadensis                                                              |
|  |                                                                                          |
|  | \| \| Pachyrhinosaurus lakustai \| \| \| \| \| \| Pachyrhinosaurus perotorum \| \| \| \| |
|  |                                                                                          |
|  | Pachyrhinosaurus lakustai                                                                |
|  |                                                                                          |
|  | Pachyrhinosaurus perotorum                                                               |
|  |                                                                                          |

|  | Pachyrhinosaurus lakustai  |
|  |                            |
|  | Pachyrhinosaurus perotorum |
|  |                            |

|  | Sinoceratops zhuchengensis |
|  |                            |
|  | Wendiceratops pinhornensis |
|  |                            |

|  | Rubeosaurus ovatus        |
|  |                           |
|  | Styracosaurus albertensis |
|  |                           |

|  | Coronosaurus brinkmani |
|  |                        |
|  | Spinops sternbergorum  |
|  |                        |
|  | Centrosaurus apertus   |
|  |                        |

|  | Rubeosaurus ovatus        |
|  |                           |
|  | Styracosaurus albertensis |
|  |                           |

|  | Coronosaurus brinkmani |
|  |                        |
|  | Spinops sternbergorum  |
|  |                        |
|  | Centrosaurus apertus   |
|  |                        |

|  | Pachyrhinosaurus canadensis                                                              |
|  |                                                                                          |
|  | \| \| Pachyrhinosaurus lakustai \| \| \| \| \| \| Pachyrhinosaurus perotorum \| \| \| \| |
|  |                                                                                          |
|  | Pachyrhinosaurus lakustai                                                                |
|  |                                                                                          |
|  | Pachyrhinosaurus perotorum                                                               |
|  |                                                                                          |

|  | Pachyrhinosaurus lakustai  |
|  |                            |
|  | Pachyrhinosaurus perotorum |
|  |                            |

|  | Pachyrhinosaurus canadensis                                                              |
|  |                                                                                          |
|  | \| \| Pachyrhinosaurus lakustai \| \| \| \| \| \| Pachyrhinosaurus perotorum \| \| \| \| |
|  |                                                                                          |
|  | Pachyrhinosaurus lakustai                                                                |
|  |                                                                                          |
|  | Pachyrhinosaurus perotorum                                                               |
|  |                                                                                          |

|  | Pachyrhinosaurus lakustai  |
|  |                            |
|  | Pachyrhinosaurus perotorum |
|  |                            |

|  | Pachyrhinosaurus canadensis                                                              |
|  |                                                                                          |
|  | \| \| Pachyrhinosaurus lakustai \| \| \| \| \| \| Pachyrhinosaurus perotorum \| \| \| \| |
|  |                                                                                          |
|  | Pachyrhinosaurus lakustai                                                                |
|  |                                                                                          |
|  | Pachyrhinosaurus perotorum                                                               |
|  |                                                                                          |

|  | Pachyrhinosaurus lakustai  |
|  |                            |
|  | Pachyrhinosaurus perotorum |
|  |                            |

|  | Pachyrhinosaurus canadensis                                                              |
|  |                                                                                          |
|  | \| \| Pachyrhinosaurus lakustai \| \| \| \| \| \| Pachyrhinosaurus perotorum \| \| \| \| |
|  |                                                                                          |
|  | Pachyrhinosaurus lakustai                                                                |
|  |                                                                                          |
|  | Pachyrhinosaurus perotorum                                                               |
|  |                                                                                          |

|  | Pachyrhinosaurus lakustai  |
|  |                            |
|  | Pachyrhinosaurus perotorum |
|  |                            |

|  | Rubeosaurus ovatus        |
|  |                           |
|  | Styracosaurus albertensis |
|  |                           |

|  | Coronosaurus brinkmani |
|  |                        |
|  | Spinops sternbergorum  |
|  |                        |
|  | Centrosaurus apertus   |
|  |                        |

|  | Rubeosaurus ovatus        |
|  |                           |
|  | Styracosaurus albertensis |
|  |                           |

|  | Coronosaurus brinkmani |
|  |                        |
|  | Spinops sternbergorum  |
|  |                        |
|  | Centrosaurus apertus   |
|  |                        |

|  | Pachyrhinosaurus canadensis                                                              |
|  |                                                                                          |
|  | \| \| Pachyrhinosaurus lakustai \| \| \| \| \| \| Pachyrhinosaurus perotorum \| \| \| \| |
|  |                                                                                          |
|  | Pachyrhinosaurus lakustai                                                                |
|  |                                                                                          |
|  | Pachyrhinosaurus perotorum                                                               |
|  |                                                                                          |

|  | Pachyrhinosaurus lakustai  |
|  |                            |
|  | Pachyrhinosaurus perotorum |
|  |                            |

|  | Pachyrhinosaurus canadensis                                                              |
|  |                                                                                          |
|  | \| \| Pachyrhinosaurus lakustai \| \| \| \| \| \| Pachyrhinosaurus perotorum \| \| \| \| |
|  |                                                                                          |
|  | Pachyrhinosaurus lakustai                                                                |
|  |                                                                                          |
|  | Pachyrhinosaurus perotorum                                                               |
|  |                                                                                          |

|  | Pachyrhinosaurus lakustai  |
|  |                            |
|  | Pachyrhinosaurus perotorum |
|  |                            |

|  | Pachyrhinosaurus canadensis                                                              |
|  |                                                                                          |
|  | \| \| Pachyrhinosaurus lakustai \| \| \| \| \| \| Pachyrhinosaurus perotorum \| \| \| \| |
|  |                                                                                          |
|  | Pachyrhinosaurus lakustai                                                                |
|  |                                                                                          |
|  | Pachyrhinosaurus perotorum                                                               |
|  |                                                                                          |

|  | Pachyrhinosaurus lakustai  |
|  |                            |
|  | Pachyrhinosaurus perotorum |
|  |                            |

|  | Pachyrhinosaurus canadensis                                                              |
|  |                                                                                          |
|  | \| \| Pachyrhinosaurus lakustai \| \| \| \| \| \| Pachyrhinosaurus perotorum \| \| \| \| |
|  |                                                                                          |
|  | Pachyrhinosaurus lakustai                                                                |
|  |                                                                                          |
|  | Pachyrhinosaurus perotorum                                                               |
|  |                                                                                          |

|  | Pachyrhinosaurus lakustai  |
|  |                            |
|  | Pachyrhinosaurus perotorum |
|  |                            |

|  | Sinoceratops zhuchengensis |
|  |                            |
|  | Wendiceratops pinhornensis |
|  |                            |

|  | Rubeosaurus ovatus        |
|  |                           |
|  | Styracosaurus albertensis |
|  |                           |

|  | Coronosaurus brinkmani |
|  |                        |
|  | Spinops sternbergorum  |
|  |                        |
|  | Centrosaurus apertus   |
|  |                        |

|  | Rubeosaurus ovatus        |
|  |                           |
|  | Styracosaurus albertensis |
|  |                           |

|  | Coronosaurus brinkmani |
|  |                        |
|  | Spinops sternbergorum  |
|  |                        |
|  | Centrosaurus apertus   |
|  |                        |

|  | Pachyrhinosaurus canadensis                                                              |
|  |                                                                                          |
|  | \| \| Pachyrhinosaurus lakustai \| \| \| \| \| \| Pachyrhinosaurus perotorum \| \| \| \| |
|  |                                                                                          |
|  | Pachyrhinosaurus lakustai                                                                |
|  |                                                                                          |
|  | Pachyrhinosaurus perotorum                                                               |
|  |                                                                                          |

|  | Pachyrhinosaurus lakustai  |
|  |                            |
|  | Pachyrhinosaurus perotorum |
|  |                            |

|  | Pachyrhinosaurus canadensis                                                              |
|  |                                                                                          |
|  | \| \| Pachyrhinosaurus lakustai \| \| \| \| \| \| Pachyrhinosaurus perotorum \| \| \| \| |
|  |                                                                                          |
|  | Pachyrhinosaurus lakustai                                                                |
|  |                                                                                          |
|  | Pachyrhinosaurus perotorum                                                               |
|  |                                                                                          |

|  | Pachyrhinosaurus lakustai  |
|  |                            |
|  | Pachyrhinosaurus perotorum |
|  |                            |

|  | Pachyrhinosaurus canadensis                                                              |
|  |                                                                                          |
|  | \| \| Pachyrhinosaurus lakustai \| \| \| \| \| \| Pachyrhinosaurus perotorum \| \| \| \| |
|  |                                                                                          |
|  | Pachyrhinosaurus lakustai                                                                |
|  |                                                                                          |
|  | Pachyrhinosaurus perotorum                                                               |
|  |                                                                                          |

|  | Pachyrhinosaurus lakustai  |
|  |                            |
|  | Pachyrhinosaurus perotorum |
|  |                            |

|  | Pachyrhinosaurus canadensis                                                              |
|  |                                                                                          |
|  | \| \| Pachyrhinosaurus lakustai \| \| \| \| \| \| Pachyrhinosaurus perotorum \| \| \| \| |
|  |                                                                                          |
|  | Pachyrhinosaurus lakustai                                                                |
|  |                                                                                          |
|  | Pachyrhinosaurus perotorum                                                               |
|  |                                                                                          |

|  | Pachyrhinosaurus lakustai  |
|  |                            |
|  | Pachyrhinosaurus perotorum |
|  |                            |

|  | Rubeosaurus ovatus        |
|  |                           |
|  | Styracosaurus albertensis |
|  |                           |

|  | Coronosaurus brinkmani |
|  |                        |
|  | Spinops sternbergorum  |
|  |                        |
|  | Centrosaurus apertus   |
|  |                        |

|  | Rubeosaurus ovatus        |
|  |                           |
|  | Styracosaurus albertensis |
|  |                           |

|  | Coronosaurus brinkmani |
|  |                        |
|  | Spinops sternbergorum  |
|  |                        |
|  | Centrosaurus apertus   |
|  |                        |

|  | Pachyrhinosaurus canadensis                                                              |
|  |                                                                                          |
|  | \| \| Pachyrhinosaurus lakustai \| \| \| \| \| \| Pachyrhinosaurus perotorum \| \| \| \| |
|  |                                                                                          |
|  | Pachyrhinosaurus lakustai                                                                |
|  |                                                                                          |
|  | Pachyrhinosaurus perotorum                                                               |
|  |                                                                                          |

|  | Pachyrhinosaurus lakustai  |
|  |                            |
|  | Pachyrhinosaurus perotorum |
|  |                            |

|  | Pachyrhinosaurus canadensis                                                              |
|  |                                                                                          |
|  | \| \| Pachyrhinosaurus lakustai \| \| \| \| \| \| Pachyrhinosaurus perotorum \| \| \| \| |
|  |                                                                                          |
|  | Pachyrhinosaurus lakustai                                                                |
|  |                                                                                          |
|  | Pachyrhinosaurus perotorum                                                               |
|  |                                                                                          |

|  | Pachyrhinosaurus lakustai  |
|  |                            |
|  | Pachyrhinosaurus perotorum |
|  |                            |

|  | Pachyrhinosaurus canadensis                                                              |
|  |                                                                                          |
|  | \| \| Pachyrhinosaurus lakustai \| \| \| \| \| \| Pachyrhinosaurus perotorum \| \| \| \| |
|  |                                                                                          |
|  | Pachyrhinosaurus lakustai                                                                |
|  |                                                                                          |
|  | Pachyrhinosaurus perotorum                                                               |
|  |                                                                                          |

|  | Pachyrhinosaurus lakustai  |
|  |                            |
|  | Pachyrhinosaurus perotorum |
|  |                            |

|  | Pachyrhinosaurus canadensis                                                              |
|  |                                                                                          |
|  | \| \| Pachyrhinosaurus lakustai \| \| \| \| \| \| Pachyrhinosaurus perotorum \| \| \| \| |
|  |                                                                                          |
|  | Pachyrhinosaurus lakustai                                                                |
|  |                                                                                          |
|  | Pachyrhinosaurus perotorum                                                               |
|  |                                                                                          |

|  | Pachyrhinosaurus lakustai  |
|  |                            |
|  | Pachyrhinosaurus perotorum |
|  |                            |

|  | Avaceratops lammersi (ANSP 15800) |
|  |                                   |
|  | MOR 692                           |
|  |                                   |
|  | CMN 8804                          |
|  |                                   |
|  | Nasutoceratops titusi             |
|  |                                   |
|  | Nuovo taxon di Malta              |
|  |                                   |

|  | Sinoceratops zhuchengensis |
|  |                            |
|  | Wendiceratops pinhornensis |
|  |                            |

|  | Rubeosaurus ovatus        |
|  |                           |
|  | Styracosaurus albertensis |
|  |                           |

|  | Coronosaurus brinkmani |
|  |                        |
|  | Spinops sternbergorum  |
|  |                        |
|  | Centrosaurus apertus   |
|  |                        |

|  | Rubeosaurus ovatus        |
|  |                           |
|  | Styracosaurus albertensis |
|  |                           |

|  | Coronosaurus brinkmani |
|  |                        |
|  | Spinops sternbergorum  |
|  |                        |
|  | Centrosaurus apertus   |
|  |                        |

|  | Pachyrhinosaurus canadensis                                                              |
|  |                                                                                          |
|  | \| \| Pachyrhinosaurus lakustai \| \| \| \| \| \| Pachyrhinosaurus perotorum \| \| \| \| |
|  |                                                                                          |
|  | Pachyrhinosaurus lakustai                                                                |
|  |                                                                                          |
|  | Pachyrhinosaurus perotorum                                                               |
|  |                                                                                          |

|  | Pachyrhinosaurus lakustai  |
|  |                            |
|  | Pachyrhinosaurus perotorum |
|  |                            |

|  | Pachyrhinosaurus canadensis                                                              |
|  |                                                                                          |
|  | \| \| Pachyrhinosaurus lakustai \| \| \| \| \| \| Pachyrhinosaurus perotorum \| \| \| \| |
|  |                                                                                          |
|  | Pachyrhinosaurus lakustai                                                                |
|  |                                                                                          |
|  | Pachyrhinosaurus perotorum                                                               |
|  |                                                                                          |

|  | Pachyrhinosaurus lakustai  |
|  |                            |
|  | Pachyrhinosaurus perotorum |
|  |                            |

|  | Pachyrhinosaurus canadensis                                                              |
|  |                                                                                          |
|  | \| \| Pachyrhinosaurus lakustai \| \| \| \| \| \| Pachyrhinosaurus perotorum \| \| \| \| |
|  |                                                                                          |
|  | Pachyrhinosaurus lakustai                                                                |
|  |                                                                                          |
|  | Pachyrhinosaurus perotorum                                                               |
|  |                                                                                          |

|  | Pachyrhinosaurus lakustai  |
|  |                            |
|  | Pachyrhinosaurus perotorum |
|  |                            |

|  | Pachyrhinosaurus canadensis                                                              |
|  |                                                                                          |
|  | \| \| Pachyrhinosaurus lakustai \| \| \| \| \| \| Pachyrhinosaurus perotorum \| \| \| \| |
|  |                                                                                          |
|  | Pachyrhinosaurus lakustai                                                                |
|  |                                                                                          |
|  | Pachyrhinosaurus perotorum                                                               |
|  |                                                                                          |

|  | Pachyrhinosaurus lakustai  |
|  |                            |
|  | Pachyrhinosaurus perotorum |
|  |                            |

|  | Rubeosaurus ovatus        |
|  |                           |
|  | Styracosaurus albertensis |
|  |                           |

|  | Coronosaurus brinkmani |
|  |                        |
|  | Spinops sternbergorum  |
|  |                        |
|  | Centrosaurus apertus   |
|  |                        |

|  | Rubeosaurus ovatus        |
|  |                           |
|  | Styracosaurus albertensis |
|  |                           |

|  | Coronosaurus brinkmani |
|  |                        |
|  | Spinops sternbergorum  |
|  |                        |
|  | Centrosaurus apertus   |
|  |                        |

|  | Pachyrhinosaurus canadensis                                                              |
|  |                                                                                          |
|  | \| \| Pachyrhinosaurus lakustai \| \| \| \| \| \| Pachyrhinosaurus perotorum \| \| \| \| |
|  |                                                                                          |
|  | Pachyrhinosaurus lakustai                                                                |
|  |                                                                                          |
|  | Pachyrhinosaurus perotorum                                                               |
|  |                                                                                          |

|  | Pachyrhinosaurus lakustai  |
|  |                            |
|  | Pachyrhinosaurus perotorum |
|  |                            |

|  | Pachyrhinosaurus canadensis                                                              |
|  |                                                                                          |
|  | \| \| Pachyrhinosaurus lakustai \| \| \| \| \| \| Pachyrhinosaurus perotorum \| \| \| \| |
|  |                                                                                          |
|  | Pachyrhinosaurus lakustai                                                                |
|  |                                                                                          |
|  | Pachyrhinosaurus perotorum                                                               |
|  |                                                                                          |

|  | Pachyrhinosaurus lakustai  |
|  |                            |
|  | Pachyrhinosaurus perotorum |
|  |                            |

|  | Pachyrhinosaurus canadensis                                                              |
|  |                                                                                          |
|  | \| \| Pachyrhinosaurus lakustai \| \| \| \| \| \| Pachyrhinosaurus perotorum \| \| \| \| |
|  |                                                                                          |
|  | Pachyrhinosaurus lakustai                                                                |
|  |                                                                                          |
|  | Pachyrhinosaurus perotorum                                                               |
|  |                                                                                          |

|  | Pachyrhinosaurus lakustai  |
|  |                            |
|  | Pachyrhinosaurus perotorum |
|  |                            |

|  | Pachyrhinosaurus canadensis                                                              |
|  |                                                                                          |
|  | \| \| Pachyrhinosaurus lakustai \| \| \| \| \| \| Pachyrhinosaurus perotorum \| \| \| \| |
|  |                                                                                          |
|  | Pachyrhinosaurus lakustai                                                                |
|  |                                                                                          |
|  | Pachyrhinosaurus perotorum                                                               |
|  |                                                                                          |

|  | Pachyrhinosaurus lakustai  |
|  |                            |
|  | Pachyrhinosaurus perotorum |
|  |                            |

|  | Sinoceratops zhuchengensis |
|  |                            |
|  | Wendiceratops pinhornensis |
|  |                            |

|  | Rubeosaurus ovatus        |
|  |                           |
|  | Styracosaurus albertensis |
|  |                           |

|  | Coronosaurus brinkmani |
|  |                        |
|  | Spinops sternbergorum  |
|  |                        |
|  | Centrosaurus apertus   |
|  |                        |

|  | Rubeosaurus ovatus        |
|  |                           |
|  | Styracosaurus albertensis |
|  |                           |

|  | Coronosaurus brinkmani |
|  |                        |
|  | Spinops sternbergorum  |
|  |                        |
|  | Centrosaurus apertus   |
|  |                        |

|  | Pachyrhinosaurus canadensis                                                              |
|  |                                                                                          |
|  | \| \| Pachyrhinosaurus lakustai \| \| \| \| \| \| Pachyrhinosaurus perotorum \| \| \| \| |
|  |                                                                                          |
|  | Pachyrhinosaurus lakustai                                                                |
|  |                                                                                          |
|  | Pachyrhinosaurus perotorum                                                               |
|  |                                                                                          |

|  | Pachyrhinosaurus lakustai  |
|  |                            |
|  | Pachyrhinosaurus perotorum |
|  |                            |

|  | Pachyrhinosaurus canadensis                                                              |
|  |                                                                                          |
|  | \| \| Pachyrhinosaurus lakustai \| \| \| \| \| \| Pachyrhinosaurus perotorum \| \| \| \| |
|  |                                                                                          |
|  | Pachyrhinosaurus lakustai                                                                |
|  |                                                                                          |
|  | Pachyrhinosaurus perotorum                                                               |
|  |                                                                                          |

|  | Pachyrhinosaurus lakustai  |
|  |                            |
|  | Pachyrhinosaurus perotorum |
|  |                            |

|  | Pachyrhinosaurus canadensis                                                              |
|  |                                                                                          |
|  | \| \| Pachyrhinosaurus lakustai \| \| \| \| \| \| Pachyrhinosaurus perotorum \| \| \| \| |
|  |                                                                                          |
|  | Pachyrhinosaurus lakustai                                                                |
|  |                                                                                          |
|  | Pachyrhinosaurus perotorum                                                               |
|  |                                                                                          |

|  | Pachyrhinosaurus lakustai  |
|  |                            |
|  | Pachyrhinosaurus perotorum |
|  |                            |

|  | Pachyrhinosaurus canadensis                                                              |
|  |                                                                                          |
|  | \| \| Pachyrhinosaurus lakustai \| \| \| \| \| \| Pachyrhinosaurus perotorum \| \| \| \| |
|  |                                                                                          |
|  | Pachyrhinosaurus lakustai                                                                |
|  |                                                                                          |
|  | Pachyrhinosaurus perotorum                                                               |
|  |                                                                                          |

|  | Pachyrhinosaurus lakustai  |
|  |                            |
|  | Pachyrhinosaurus perotorum |
|  |                            |

|  | Rubeosaurus ovatus        |
|  |                           |
|  | Styracosaurus albertensis |
|  |                           |

|  | Coronosaurus brinkmani |
|  |                        |
|  | Spinops sternbergorum  |
|  |                        |
|  | Centrosaurus apertus   |
|  |                        |

|  | Rubeosaurus ovatus        |
|  |                           |
|  | Styracosaurus albertensis |
|  |                           |

|  | Coronosaurus brinkmani |
|  |                        |
|  | Spinops sternbergorum  |
|  |                        |
|  | Centrosaurus apertus   |
|  |                        |

|  | Pachyrhinosaurus canadensis                                                              |
|  |                                                                                          |
|  | \| \| Pachyrhinosaurus lakustai \| \| \| \| \| \| Pachyrhinosaurus perotorum \| \| \| \| |
|  |                                                                                          |
|  | Pachyrhinosaurus lakustai                                                                |
|  |                                                                                          |
|  | Pachyrhinosaurus perotorum                                                               |
|  |                                                                                          |

|  | Pachyrhinosaurus lakustai  |
|  |                            |
|  | Pachyrhinosaurus perotorum |
|  |                            |

|  | Pachyrhinosaurus canadensis                                                              |
|  |                                                                                          |
|  | \| \| Pachyrhinosaurus lakustai \| \| \| \| \| \| Pachyrhinosaurus perotorum \| \| \| \| |
|  |                                                                                          |
|  | Pachyrhinosaurus lakustai                                                                |
|  |                                                                                          |
|  | Pachyrhinosaurus perotorum                                                               |
|  |                                                                                          |

|  | Pachyrhinosaurus lakustai  |
|  |                            |
|  | Pachyrhinosaurus perotorum |
|  |                            |

|  | Pachyrhinosaurus canadensis                                                              |
|  |                                                                                          |
|  | \| \| Pachyrhinosaurus lakustai \| \| \| \| \| \| Pachyrhinosaurus perotorum \| \| \| \| |
|  |                                                                                          |
|  | Pachyrhinosaurus lakustai                                                                |
|  |                                                                                          |
|  | Pachyrhinosaurus perotorum                                                               |
|  |                                                                                          |

|  | Pachyrhinosaurus lakustai  |
|  |                            |
|  | Pachyrhinosaurus perotorum |
|  |                            |

|  | Pachyrhinosaurus canadensis                                                              |
|  |                                                                                          |
|  | \| \| Pachyrhinosaurus lakustai \| \| \| \| \| \| Pachyrhinosaurus perotorum \| \| \| \| |
|  |                                                                                          |
|  | Pachyrhinosaurus lakustai                                                                |
|  |                                                                                          |
|  | Pachyrhinosaurus perotorum                                                               |
|  |                                                                                          |

|  | Pachyrhinosaurus lakustai  |
|  |                            |
|  | Pachyrhinosaurus perotorum |
|  |                            |

|  | Sinoceratops zhuchengensis |
|  |                            |
|  | Wendiceratops pinhornensis |
|  |                            |

|  | Rubeosaurus ovatus        |
|  |                           |
|  | Styracosaurus albertensis |
|  |                           |

|  | Coronosaurus brinkmani |
|  |                        |
|  | Spinops sternbergorum  |
|  |                        |
|  | Centrosaurus apertus   |
|  |                        |

|  | Rubeosaurus ovatus        |
|  |                           |
|  | Styracosaurus albertensis |
|  |                           |

|  | Coronosaurus brinkmani |
|  |                        |
|  | Spinops sternbergorum  |
|  |                        |
|  | Centrosaurus apertus   |
|  |                        |

|  | Pachyrhinosaurus canadensis                                                              |
|  |                                                                                          |
|  | \| \| Pachyrhinosaurus lakustai \| \| \| \| \| \| Pachyrhinosaurus perotorum \| \| \| \| |
|  |                                                                                          |
|  | Pachyrhinosaurus lakustai                                                                |
|  |                                                                                          |
|  | Pachyrhinosaurus perotorum                                                               |
|  |                                                                                          |

|  | Pachyrhinosaurus lakustai  |
|  |                            |
|  | Pachyrhinosaurus perotorum |
|  |                            |

|  | Pachyrhinosaurus canadensis                                                              |
|  |                                                                                          |
|  | \| \| Pachyrhinosaurus lakustai \| \| \| \| \| \| Pachyrhinosaurus perotorum \| \| \| \| |
|  |                                                                                          |
|  | Pachyrhinosaurus lakustai                                                                |
|  |                                                                                          |
|  | Pachyrhinosaurus perotorum                                                               |
|  |                                                                                          |

|  | Pachyrhinosaurus lakustai  |
|  |                            |
|  | Pachyrhinosaurus perotorum |
|  |                            |

|  | Pachyrhinosaurus canadensis                                                              |
|  |                                                                                          |
|  | \| \| Pachyrhinosaurus lakustai \| \| \| \| \| \| Pachyrhinosaurus perotorum \| \| \| \| |
|  |                                                                                          |
|  | Pachyrhinosaurus lakustai                                                                |
|  |                                                                                          |
|  | Pachyrhinosaurus perotorum                                                               |
|  |                                                                                          |

|  | Pachyrhinosaurus lakustai  |
|  |                            |
|  | Pachyrhinosaurus perotorum |
|  |                            |

|  | Pachyrhinosaurus canadensis                                                              |
|  |                                                                                          |
|  | \| \| Pachyrhinosaurus lakustai \| \| \| \| \| \| Pachyrhinosaurus perotorum \| \| \| \| |
|  |                                                                                          |
|  | Pachyrhinosaurus lakustai                                                                |
|  |                                                                                          |
|  | Pachyrhinosaurus perotorum                                                               |
|  |                                                                                          |

|  | Pachyrhinosaurus lakustai  |
|  |                            |
|  | Pachyrhinosaurus perotorum |
|  |                            |

|  | Rubeosaurus ovatus        |
|  |                           |
|  | Styracosaurus albertensis |
|  |                           |

|  | Coronosaurus brinkmani |
|  |                        |
|  | Spinops sternbergorum  |
|  |                        |
|  | Centrosaurus apertus   |
|  |                        |

|  | Rubeosaurus ovatus        |
|  |                           |
|  | Styracosaurus albertensis |
|  |                           |

|  | Coronosaurus brinkmani |
|  |                        |
|  | Spinops sternbergorum  |
|  |                        |
|  | Centrosaurus apertus   |
|  |                        |

|  | Pachyrhinosaurus canadensis                                                              |
|  |                                                                                          |
|  | \| \| Pachyrhinosaurus lakustai \| \| \| \| \| \| Pachyrhinosaurus perotorum \| \| \| \| |
|  |                                                                                          |
|  | Pachyrhinosaurus lakustai                                                                |
|  |                                                                                          |
|  | Pachyrhinosaurus perotorum                                                               |
|  |                                                                                          |

|  | Pachyrhinosaurus lakustai  |
|  |                            |
|  | Pachyrhinosaurus perotorum |
|  |                            |

|  | Pachyrhinosaurus canadensis                                                              |
|  |                                                                                          |
|  | \| \| Pachyrhinosaurus lakustai \| \| \| \| \| \| Pachyrhinosaurus perotorum \| \| \| \| |
|  |                                                                                          |
|  | Pachyrhinosaurus lakustai                                                                |
|  |                                                                                          |
|  | Pachyrhinosaurus perotorum                                                               |
|  |                                                                                          |

|  | Pachyrhinosaurus lakustai  |
|  |                            |
|  | Pachyrhinosaurus perotorum |
|  |                            |

|  | Pachyrhinosaurus canadensis                                                              |
|  |                                                                                          |
|  | \| \| Pachyrhinosaurus lakustai \| \| \| \| \| \| Pachyrhinosaurus perotorum \| \| \| \| |
|  |                                                                                          |
|  | Pachyrhinosaurus lakustai                                                                |
|  |                                                                                          |
|  | Pachyrhinosaurus perotorum                                                               |
|  |                                                                                          |

|  | Pachyrhinosaurus lakustai  |
|  |                            |
|  | Pachyrhinosaurus perotorum |
|  |                            |

|  | Pachyrhinosaurus canadensis                                                              |
|  |                                                                                          |
|  | \| \| Pachyrhinosaurus lakustai \| \| \| \| \| \| Pachyrhinosaurus perotorum \| \| \| \| |
|  |                                                                                          |
|  | Pachyrhinosaurus lakustai                                                                |
|  |                                                                                          |
|  | Pachyrhinosaurus perotorum                                                               |
|  |                                                                                          |

|  | Pachyrhinosaurus lakustai  |
|  |                            |
|  | Pachyrhinosaurus perotorum |
|  |                            |

|  | Sinoceratops zhuchengensis |
|  |                            |
|  | Wendiceratops pinhornensis |
|  |                            |

|  | Rubeosaurus ovatus        |
|  |                           |
|  | Styracosaurus albertensis |
|  |                           |

|  | Coronosaurus brinkmani |
|  |                        |
|  | Spinops sternbergorum  |
|  |                        |
|  | Centrosaurus apertus   |
|  |                        |

|  | Rubeosaurus ovatus        |
|  |                           |
|  | Styracosaurus albertensis |
|  |                           |

|  | Coronosaurus brinkmani |
|  |                        |
|  | Spinops sternbergorum  |
|  |                        |
|  | Centrosaurus apertus   |
|  |                        |

|  | Pachyrhinosaurus canadensis                                                              |
|  |                                                                                          |
|  | \| \| Pachyrhinosaurus lakustai \| \| \| \| \| \| Pachyrhinosaurus perotorum \| \| \| \| |
|  |                                                                                          |
|  | Pachyrhinosaurus lakustai                                                                |
|  |                                                                                          |
|  | Pachyrhinosaurus perotorum                                                               |
|  |                                                                                          |

|  | Pachyrhinosaurus lakustai  |
|  |                            |
|  | Pachyrhinosaurus perotorum |
|  |                            |

|  | Pachyrhinosaurus canadensis                                                              |
|  |                                                                                          |
|  | \| \| Pachyrhinosaurus lakustai \| \| \| \| \| \| Pachyrhinosaurus perotorum \| \| \| \| |
|  |                                                                                          |
|  | Pachyrhinosaurus lakustai                                                                |
|  |                                                                                          |
|  | Pachyrhinosaurus perotorum                                                               |
|  |                                                                                          |

|  | Pachyrhinosaurus lakustai  |
|  |                            |
|  | Pachyrhinosaurus perotorum |
|  |                            |

|  | Pachyrhinosaurus canadensis                                                              |
|  |                                                                                          |
|  | \| \| Pachyrhinosaurus lakustai \| \| \| \| \| \| Pachyrhinosaurus perotorum \| \| \| \| |
|  |                                                                                          |
|  | Pachyrhinosaurus lakustai                                                                |
|  |                                                                                          |
|  | Pachyrhinosaurus perotorum                                                               |
|  |                                                                                          |

|  | Pachyrhinosaurus lakustai  |
|  |                            |
|  | Pachyrhinosaurus perotorum |
|  |                            |

|  | Pachyrhinosaurus canadensis                                                              |
|  |                                                                                          |
|  | \| \| Pachyrhinosaurus lakustai \| \| \| \| \| \| Pachyrhinosaurus perotorum \| \| \| \| |
|  |                                                                                          |
|  | Pachyrhinosaurus lakustai                                                                |
|  |                                                                                          |
|  | Pachyrhinosaurus perotorum                                                               |
|  |                                                                                          |

|  | Pachyrhinosaurus lakustai  |
|  |                            |
|  | Pachyrhinosaurus perotorum |
|  |                            |

|  | Rubeosaurus ovatus        |
|  |                           |
|  | Styracosaurus albertensis |
|  |                           |

|  | Coronosaurus brinkmani |
|  |                        |
|  | Spinops sternbergorum  |
|  |                        |
|  | Centrosaurus apertus   |
|  |                        |

|  | Rubeosaurus ovatus        |
|  |                           |
|  | Styracosaurus albertensis |
|  |                           |

|  | Coronosaurus brinkmani |
|  |                        |
|  | Spinops sternbergorum  |
|  |                        |
|  | Centrosaurus apertus   |
|  |                        |

|  | Pachyrhinosaurus canadensis                                                              |
|  |                                                                                          |
|  | \| \| Pachyrhinosaurus lakustai \| \| \| \| \| \| Pachyrhinosaurus perotorum \| \| \| \| |
|  |                                                                                          |
|  | Pachyrhinosaurus lakustai                                                                |
|  |                                                                                          |
|  | Pachyrhinosaurus perotorum                                                               |
|  |                                                                                          |

|  | Pachyrhinosaurus lakustai  |
|  |                            |
|  | Pachyrhinosaurus perotorum |
|  |                            |

|  | Pachyrhinosaurus canadensis                                                              |
|  |                                                                                          |
|  | \| \| Pachyrhinosaurus lakustai \| \| \| \| \| \| Pachyrhinosaurus perotorum \| \| \| \| |
|  |                                                                                          |
|  | Pachyrhinosaurus lakustai                                                                |
|  |                                                                                          |
|  | Pachyrhinosaurus perotorum                                                               |
|  |                                                                                          |

|  | Pachyrhinosaurus lakustai  |
|  |                            |
|  | Pachyrhinosaurus perotorum |
|  |                            |

|  | Pachyrhinosaurus canadensis                                                              |
|  |                                                                                          |
|  | \| \| Pachyrhinosaurus lakustai \| \| \| \| \| \| Pachyrhinosaurus perotorum \| \| \| \| |
|  |                                                                                          |
|  | Pachyrhinosaurus lakustai                                                                |
|  |                                                                                          |
|  | Pachyrhinosaurus perotorum                                                               |
|  |                                                                                          |

|  | Pachyrhinosaurus lakustai  |
|  |                            |
|  | Pachyrhinosaurus perotorum |
|  |                            |

|  | Pachyrhinosaurus canadensis                                                              |
|  |                                                                                          |
|  | \| \| Pachyrhinosaurus lakustai \| \| \| \| \| \| Pachyrhinosaurus perotorum \| \| \| \| |
|  |                                                                                          |
|  | Pachyrhinosaurus lakustai                                                                |
|  |                                                                                          |
|  | Pachyrhinosaurus perotorum                                                               |
|  |                                                                                          |

|  | Pachyrhinosaurus lakustai  |
|  |                            |
|  | Pachyrhinosaurus perotorum |
|  |                            |

## Storia della scoperta

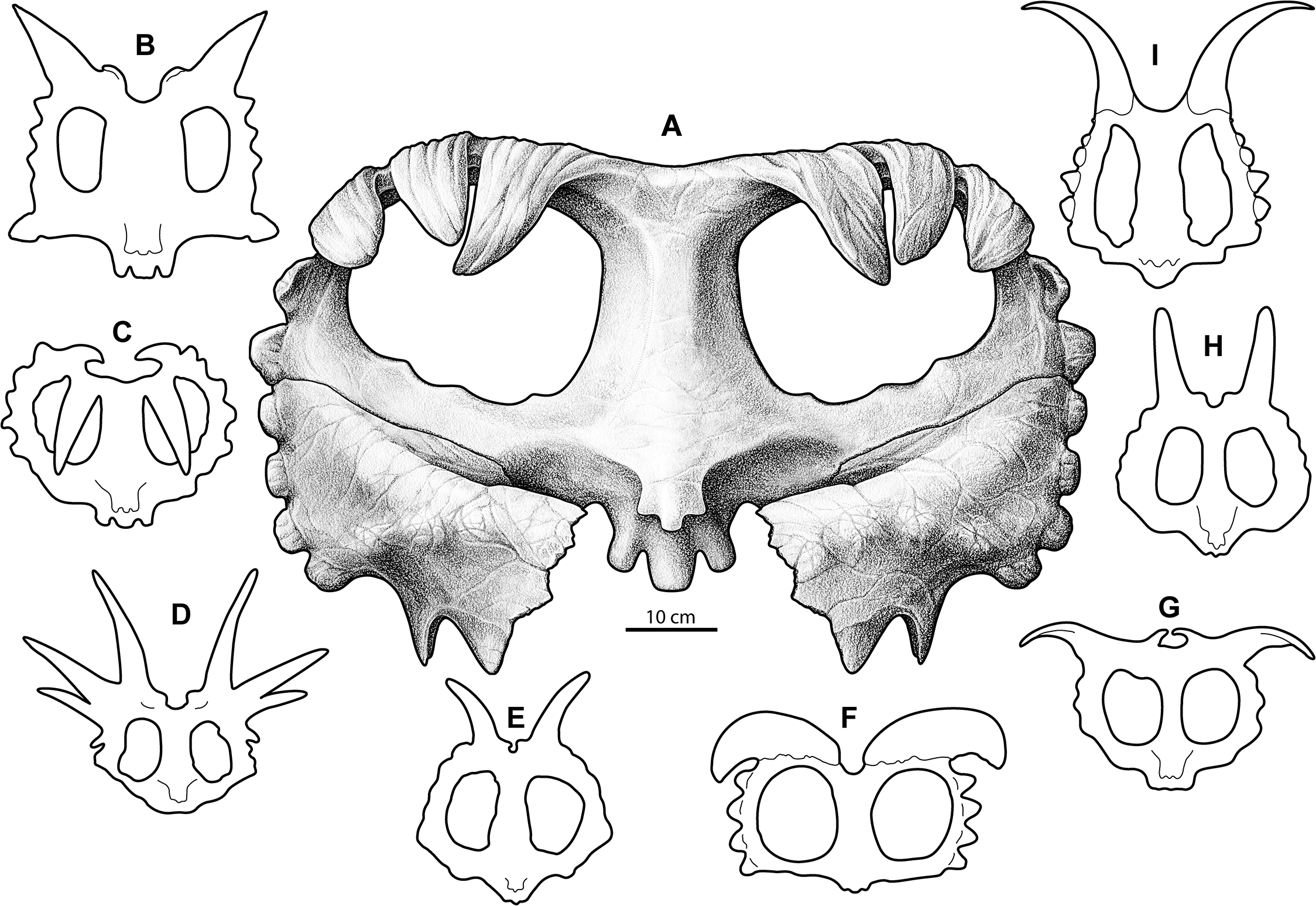
Collari di alcuni ceratopsidi, tra cui quella dello Xenoceratops (B)

Nel 1958, Wann Langston, Jr. ritrovò dei frammenti di cranio nella Formazione Foremost vicino al villaggio di Foremost, Alberta. Questa formazione è poco conosciuta a livello di dinosauri, rappresentati soprattutto da resti frammentari o denti; tra questi gli unici resti completi sono rappresentati da alcuni scheletri di hadrosauri e il pachycephalosauro Colepiocephale.
Langston conservò i frammenti negli armadi del Canadian Museum of Nature di Ottawa. Intorno al 2003, David C. Evans e Michael J. Ryan si interessarono a questi esemplari, e nel 2009 vennero condotte indagini più approfondite. Scoprirono che questi esemplari rappresentavano una nuova specie e genere, descritta nel 2012 da Ryan, Evans e Kieran M. Shepherd. Al momento della scoperta, Xenoceratops foremostensis era il più antico taxon di dinosauro ceratopside del Canada, oltre a essere stato il primo ceratopsia descritto dalla Formazione Foremost.
Il nome Xenoceratops deriva dal greco xenos, che significa "strano" o "alieno", e ceratops, che significa "volto cornuto". La combinazione di queste parole fa riferimento alla mancanza di specie di ceratopsidi dalla Formazione Foremost. Il nome specifico, foremostensis, fa riferimento al villaggio di Foremost, Alberta.